# تاریخ اسرائیل

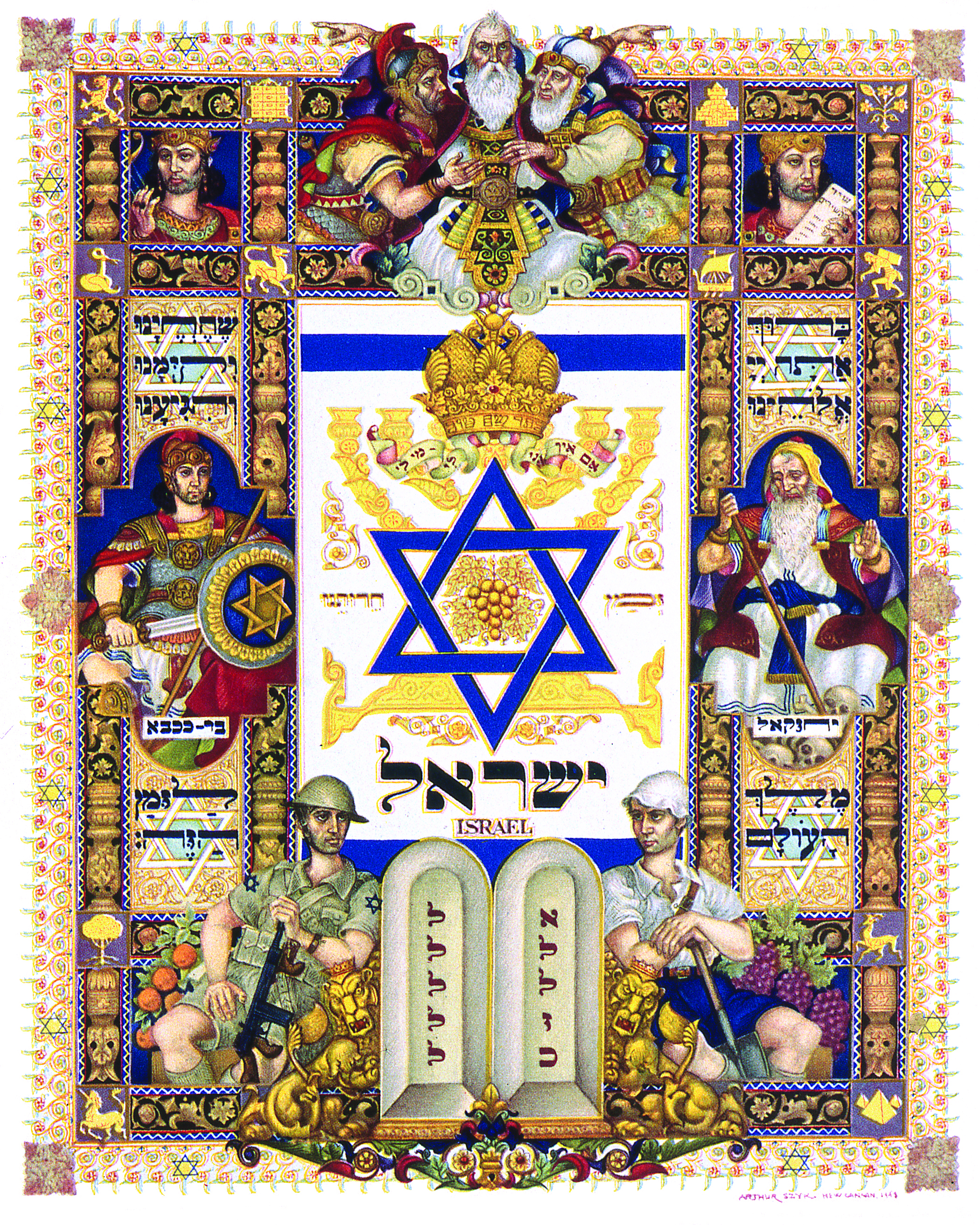
تاریخ بصری اسرائیل اثر آرتور شیک، ۱۹۴۸

اسرائیل منطقه‌ای در جنوب سرزمین شام است که در طول تاریخ و نزد مردمان مختلف اسامی دیگری چون سرزمین کنعان و سرزمین مقدس هم داشته است و کشور امروزی اسرائیل در آن واقع هستند. اسرائیل از دوران پیشا تاریخ طریقی مهم برای موج مهاجرت انسان‌های اولیه در زمان خروج از آفریقا بوده است. تمدن ناتوفی در حدود هزارهٔ دهم پیش از میلاد در این منطقه شکل گرفته است. حدود ۲۰۰۰ سال پیش از میلاد، با شکل‌گیری تمدن کنعانی وارد عصر برنز شد و در سده های آتی و در عصر برنز نو توسط مصر باستان فتح گردید. در عصر آهن، سرزمین اسرائیل مرکز پادشاهی اسرائیل و پادشاهی یهودا بوده است که دولت‌هایی محوری در منشأ و هویت مردم یهودی و سامری و همچنین در به وجود آمدن ادیان ابراهیمی بوده‌اند. همان اعتقادات و خدایان مرسوم در پادشاهی باستانی اسرائیل منجر به پیدایش ادیان یهودیت، سامری‌گرایی، مسیحیت، اسلام، دروز، بهائیت و انواع دیگری از جنبش‌های مذهبی شده است. در طول تاریخ، سرزمین اسرائیل تحت سلطه حکومت‌های مختلفی قرار گرفته و در نتیجه به لحاظ قومی متنوع بوده است.
در سده‌های هشتم تا چهارم پیش از میلاد، امپراتوری‌های آشور، بابل و هخامنشی این منطقه را فتح کردند. در عصر هلنیستی، سلسله‌های بطلمیوسی و سلوکی برای سلطه بر سرزمین اسرائیل با یکدیگر رقابت می‌کردند. با این حال، با تأسیس سلسله حشمونی، جمعیت یهودی بومی به مدت یک سده استقلال خود را حفظ کرد تا اینکه در نهایت جمهوری روم بر ایشان مسلط شد. در نتیجهٔ جنگ‌های یهودیان با روم در سده‌های اول و دوم میلادی، بسیاری از یهودیان کشته، آواره یا به بردگی فروخته شدند.
پس از ظهور مسیحیت که تحت تأثیر قدرت امپراتوری روم توسط جهان یونانی رومی پذیرفته شد، نوکیشان مسیحی تا سده چهارم میلادی جایگزین اکثریت یهودی شدند. با این حال، مدت کوتاهی پس از پیدایی اسلام در شبه‌جزیره عربستان تحت رهبری محمد، حکومت مسیحیان بیزانسی بر سرزمین اسرائیل توسط عرب‌های مسلمان در سده هفتم میلادی سرنگون شد و اعراب بر منطقه سلطه افکندند.
از سده یازدهم تا سیزدهم میلادی، سرزمین اسرائیل مرکز جنگ‌های مذهبی متناوب میان ارتش‌های مسیحی و مسلمان به عنوان بخشی از جنگ‌های صلیبی بود. در سده سیزدهم میلادی، مغول‌ها به منطقه حمله کردند اما از سلطنت ممالیک شکست خوردند. اسرائیل تا سده شانزدهم تحت حکومت ممالیک باقی ماند تا اینکه امپراتوری عثمانی آنجا را فتح و تا سده بیستم به عنوان یکی از استان‌هایش اداره کرد.
در اواخر سده نوزدهم، با افزایش یهودستیزی، جنبش ملی یهود به نام صهیونیسم زمینه‌ساز مهاجرت یهودیان به سرزمین اسرائیل شد. طی جنگ جهانی اول، حمله متفقین به سینا و سرزمین مقدس منجر به نابودی امپراتوری عثمانی و واگذاری سرپرستی این منطقه توسط جامعه ملل به بریتانیا شد. دولت بریتانیا متعهد شد اجازه دهد مهاجرت یهودیان به منطقه ادامه پیدا کند. ناسیونالیست‌های عرب با این طرح مخالفت کردند و مناطق پیشین عثمانی را متعلق به عرب‌ها دانستند. آنان سعی در جلوگیری از مهاجرت یهودیان داشتند و در نتیجه، در دهه‌های بعدی حکومت بریتانیا، تنش‌های بین اعراب و یهودیان افزایش یافت.
در سال ۱۹۴۸، کشور اسرائیل اعلان استقلال کرد که منجر به حمله کشورهای عربی به آنان در سال ۱۹۴۸ شد. در اثر این جنگ اعراب از اسرائیل و یهودیان از کشورهای عرب رانده شدند. امروزه حدود ۴۳ درصد از جمعیت یهودیان جهان در اسرائیل ساکن هستند. در سال ۱۹۷۹ پیمان صلح اسرائیل و مصر بر اساس پیمان کمپ دیوید امضا شد. در ۱۹۹۳ اسرائیل پیمان اسلو ۱ را با سازمان آزادی‌بخش فلسطین امضا کرد که پس از آن منجر به تأسیس تشکیلات خودگردان فلسطین شد. در ۱۹۹۴ پیمان صلح اسرائیل–اردن امضا شد. علی‌رغم تلاش‌ها برای توافق صلح پایدار، این مناقشه همچنان نقش مهمی در زندگی سیاسی، اجتماعی و اقتصادی اسرائیل و جهان بازی می‌کند.

## تاریخ
تاریخچه مهاجرت اولیه انسان‌ها به خارج از آفریقا به شام ماقبل تاریخ، جایی که اسرائیل در آن واقع شده است، بر اساس آثاری که در عبیدیه در دره ریفت اردن یافت گردیده، به حداقل ۱٫۵ میلیون سال قبل بازمی‌گردد، در حالی که فسیل‌های یافت شده از انسان‌های سخول و قفذه در اسرائیل، قدمتی بیش از ۱۲۰۰۰۰ سال را دارا می‌باشند. فرهنگ ناتوفی در هزاره ۱۰ قبل از میلاد در جنوب شام پدیدار شد، پس از آن فرهنگ غسولینی در حدود ۴۵۰۰ سال قبل از میلاد مسیح هویدا گشت.

### عصر برنز و آهن

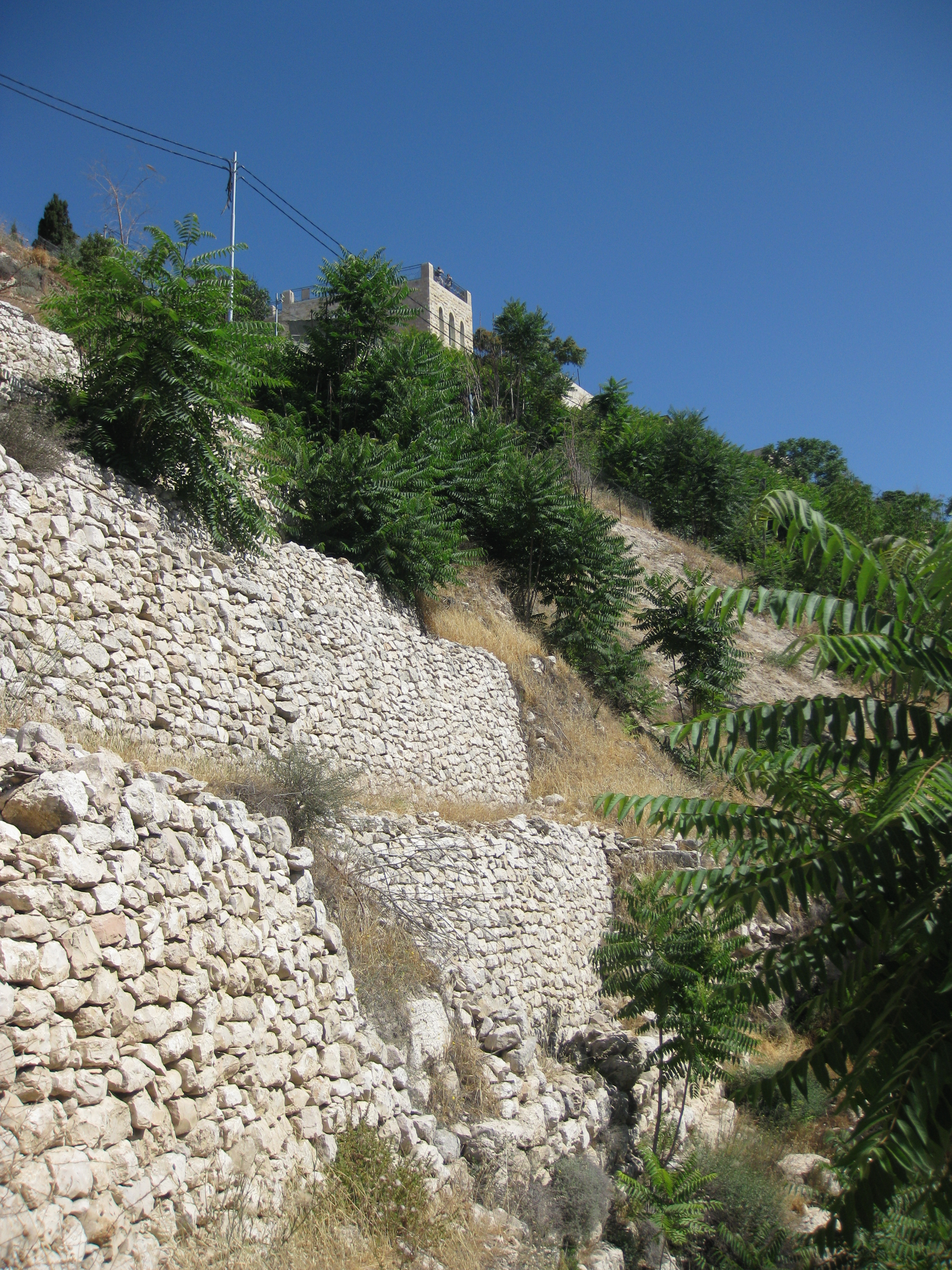
دیوار کنعانی اورشلیم در شهر داوود

تاریخ کنعانیان از نظر باستان‌شناسی به عصر برنز میانه (۲۱۰۰–۱۵۵۰ قبل از میلاد) بازمی‌گردد. در اواخر عصر برنز (۱۵۵۰–۱۲۰۰ قبل از میلاد)، بخش‌های بزرگی از کنعان ، دولت‌های تابعه را تشکیل دادند که به پادشاهی جدید مصر خراج می‌دادند. در نتیجه فروپاشی تمدن در اواخر عصر برنز، کنعان به منجلاب هرج و مرج فرورفت و مصر کنترل خود را بر منطقه به‌طور کامل از دست داد. شواهدی وجود دارد که مراکز شهری مانند حزور، بیت شیان، مگیدو، اکرون، اشدود و اشکلون آسیب دیده یا به کلی ویران شده‌اند.
قومی به نام بنی‌اسرائیل برای اولین بار در استیل مرنپتا که یک کتیبه مصری باستان مربوط به حدود ۱۲۰۰ سال قبل از میلاد است، ظاهر می‌شود.
تصور می‌شود که اجداد بنی اسرائیل شامل مردم باستانی سامی زبان بومی این منطقه بوده‌اند. : ۷۸–۷۹ بر اساس گزارش باستان‌شناسان مدرن، بنی‌اسرائیل و فرهنگ آن‌ها از طریق توسعه دین تک‌پرستی - و بعداً توحیدی - با محوریت یهوه، از قوم کنعانی و فرهنگ‌های آنها منشعب شده است. آنها به شکلی باستانی از زبان عبری صحبت می‌کردند که به عبری کتاب مقدس معروف است. در همان زمان، فلسطینیان در دشت ساحلی جنوبی مستقر شدند.  
باستان‌شناسی مدرن تا حد زیادی تاریخ‌نگاری روایت تورات در مورد پدرسالاران، خروج و داستان‌های فتح شرح داده‌شده در کتاب یوشع را کنار گذاشته است و این روایات را به عنوان افسانه ملی بنی اسرائیل می‌داند. با این حال، به نظر می‌رسد برخی از عناصر این روایات افسانه‌ای ریشه‌های تاریخی نیز داشته باشند.  

نقشه اسرائیل و یهودا در قرن ۹ قبل از میلاد

تردیدهایی در مورد نخستین پادشاهی اسرائیل و یهودای باستان و گستره قلمرو آنها و قدرتشان وجود دارد. در حالی که مشخص نیست که آیا هرگز پادشاهی متحد اسرائیل وجود داشته است یا خیراما با این حال مورخان و باستان شناسان توافق دارند که پادشاهی شمالی اسرائیل تا ۹۰۰ قبل از میلاد وجود داشته است تا اینکه پادشاهی یهودا در ۸۵۰ ق.م. به قدرت رسیده. پادشاهی اسرائیل از بین دو پادشاهی دیگر مرفه تر بود و به زودی به یک قدرت منطقه‌ای تبدیل شد.  در طی آن دوران سلسله عمریان، سامره، جلیل، دره اردن، شارون و بخش‌های وسیعی از ماوراء اردن را تحت کنترل داشت. ساماریا، پایتخت و خانه یکی از بزرگ‌ترین سازه‌های عصر آهن در شام بود.
پادشاهی اسرائیل در حدود سال ۷۲۰ قبل از میلاد، زمانی که توسط امپراتوری نو-آشوری فتح شد، ویران گردید. پادشاهی یهودا، به پایتختی اورشلیم، بعداً به دولت متکی امپراتوری آشوری نو و سپس امپراتوری نو بابلی تبدیل شد. تخمین زده می‌شود که جمعیت منطقه در عصر آهن دوم حدود ۴۰۰٬۰۰۰ نفر بوده است. در سال ۶/۵۸۷ قبل از میلاد، به دنبال شورش یهودا، نبوکدنصر دوم، اورشلیم و معبد سلیمان را محاصره و ویران کرد،  پادشاهی‌شان را منحل و بسیاری از نخبگان یهودی را به بابل تبعید کرد و بدین‌ترتیب اسارت یهودیان آغاز شد. این شکست در تواریخ بابلی نیز ثبت شده است. پس از تصرف بابل در سال ۵۳۹ قبل از میلاد، کوروش کبیر، بنیانگذار امپراتوری هخامنشی ایران، اعلامیه‌ای را ارائه داد که مفاد آن به جمعیت تبعیدیان‌یهودی اجازه بازگشت به یهودا را می‌داد، به جمعیت یهودی که بازگشته بودند اجازه داده شد تا معبد را خودگردان و بازسازی کنند.

### دوران باستان کلاسیک

#### دوره ایرانی‌ها

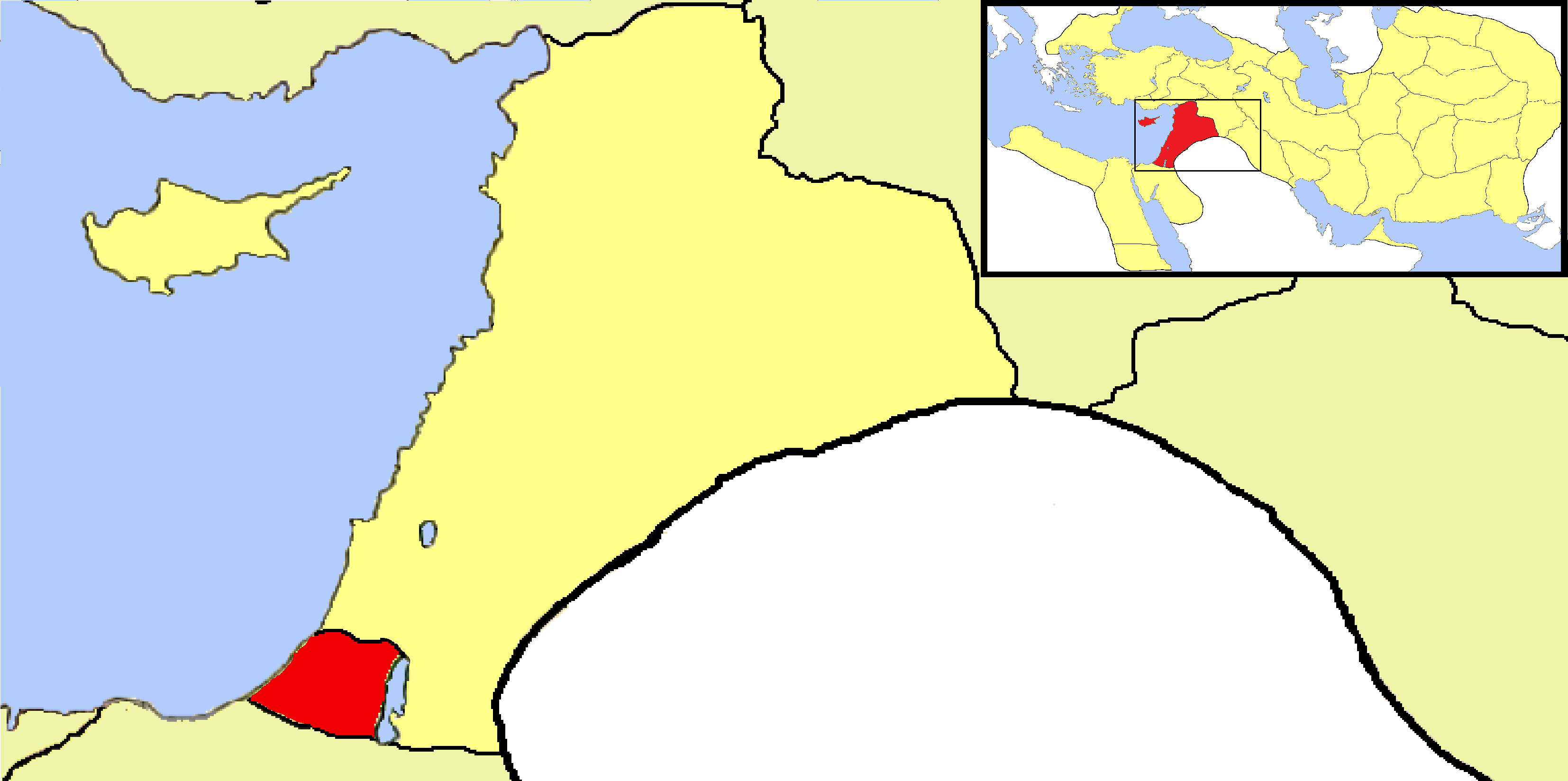
جایگاه ساتراپی یهود مدینتا

پس از فتح امپراتوری بابل توسط کوروش بزرگ در سال ۵۳۹ پ.م.، سرزمین فلسطین نیز، به بخشی از قلمرو هخامنشی تبدیل شد. حداقل پنج ساتراپی کوچک، در این منطقه وجود داشت: یهود مدینه، سامریه، غزه، اشدود، و اشکلون. در همین حال دولت‌شهرهای فنیقی در لبنان امروزی بمانند: صور، صیدا، جبیل، ارواد، دُور به رونق خود ادامه دادند، و قبایل عرب نیز در بیابان‌های جنوبی ساکن بودند.
کوروش برخلاف حکمان پیشین که با استفاده از تبعیدهای دسته جمعی کنترل جمعیت‌های مطیعشان را در دست داشتند، کوروش فرمانی را صادر کرد که به ملت‌های تحت سلطه آزادی مذهبی اعطا می‌کرد. ایرانی‌ها، تبعیدیان را در سرزمین خود اسکان داده و به آن‌ها اجازه دادند معابدشان را بازسازی کنند. به گفته برخی از محققان، این سیاست به آن‌ها کمک کرد تا خود را به عنوان فردی آزادی‌خواه معرفی کنند، که سبب محبوبیت کوروش در نزد مردم تابع می‌شد.
در سال ۵۳۸ پ.م.، ایرانی‌ها اجازه بازگشت یهودیان، به اورشلیم را دادند. یهودیان، در محلی به نام یهود مدینه یا یهودیه ساکن شده و یک ساتراپی یهودی خودمختار، تابع هخامنشی‌ها را تأسیس کردند. اولین معبد در اورشلیم که توسط بابلی‌ها ویران شده بود، تحت نظارت جمعیت یهودی بازگشته، بازسازی شد.
پس از مدتی دگرگونی‌های عمده مذهبی در یهودیه رخ داد. در آن دوره بود که دین یهودی‌ها منحصراً یکتاپرستی (یهوه‌پرستی)شد و وجود خدایان دیگر اکنون انکار می‌شد. پیش از این، یهوه، خدای یهودیان، به عنوان یک خدا در میان بسیاری خدایان پرستیده می‌شد.
ناحیه سامریه نیز سکونت‌گاه سامری‌ها بود، آن‌ها نیز گروهی قومی- مذهبی بودند، که مانند یهودیان یهوه را می‌پرستند و ادعا دارند که از نسل بنی اسرائیل هستند. عموماً اعتقاد بر این است که سامری‌ها، مردمی بودند ترکیبی، از آشوری‌ها که با برخی از یهودی‌های باقی‌مانده در آن منطقه زندگی می‌کردند. فرقه معبد سامری‌ها، که در اطراف کوه جریزیم متمرکز بود، با فرقه معبد یهودی‌ها در اطراف کوه موریا در اورشلیم، در رقابت بود، که سبب خصومتی طولانی میان این دو گروه شده بود.
یکی دیگر از مردم سرزمین فلسطین ادومی‌ها بودند. سرزمین آن‌ها شامل ناحیه جنوبی اردن امروزی می‌شد، اما آن‌ها بعداً توسط قبایل کوچ نشینی که از شرق می‌آمدند، از جمله نبطی‌ها، به سمت غرب رانده شدند و به همین دلیل به بخش‌های جنوبی یهودیه مهاجرت کردند. این مهاجرت یک یا دو نسل قبل از فتح پادشاهی یهودا توسط بابلی‌ها آغاز شده بود، اما با ضعیف شدن یهودا سرعت آن شتاب گرفت. سرزمین آن‌ها به ادومیا معروف بود.
در اواخر قرن ششم و پنجم پیش از میلاد، ایرانی‌ها به پادشاهان فنیقی صور و صیدا، مستقر در لبنان امروزی، از دشت ساحلی تا اشدود را واگذار کردند. این اقدام شاید برای تسهیل تجارت دریایی یا به عنوان بازپرداختی برای خدمات دریایی آن‌ها بوده باشد. تقریباً در همان زمان، جلیل بالا نیز به صور داده شد. تا میانه قرن چهارم، فنیقی‌ها کل ساحل شرقی دریای مدیترانه از اشکلون تا دشت ساحلی جنوبی را در اختیار داشتند.
قبایل عرب کوچ نشین نیز در صحرای نقب حضور داشتند. آن‌ها به دلیل کنترلشان بر مسیرهای تجاری بیابانی که از غزه در شمال، که یک مرکز تجاری مهم بود، تا شبه‌جزیره عربستان در جنوب کشیده شده بود، برای ایرانیان اهمیت استراتژیک و اقتصادی بالایی داشتند. این اقوام برخلاف مردم ساتراپی‌ها، با هخامنشی‌ها «روابط دوستانه» داشتند، و تا حدودی از آن‌ها مستقل بودند. تا اواسط قرن چهارم، قیداری‌ها قبیله‌ای مسلط بر این منطقه بودند که قلمرو آن‌ها از حجاز در جنوب تا نقب در شمال ادامه داشت. در حدود سال ۳۸۰ پ.م.، قیداری‌ها به شورش نافرجامی علیه ایرانی‌ها پیوستند و در نتیجه امتیاز تجاری صمغ کندر خود را از دست دادند. امتیازات تجاری توسط نبطی‌ها، قبیله‌ای عرب که پایتخت آن در پترا در فرااردن بود، تصاحب شد. آن‌ها در نقب مستقر شدند و در آنجا تمدنی شکوفا ساختند.
با وجود جنگ‌های ایران و یونان، تأثیرات فرهنگی یونان به‌طور پیوسته در این مناطق افزایش یافت. سکه‌های یونانی در اواخر قرن ششم و اوایل قرن پنجم شروع به گردش کردند. بازرگانان یونانی در قرن ششم پست‌های تجاری در امتداد ساحل تأسیس کردند که از آنجا سرامیک‌های یونانی، آثار هنری و سایر اقلام لوکس وارد منطقه می‌شد. این اقلام محبوب بودند و هیچ خانواده مرفه‌ای در فلسطین فاقد سفال یونانی نبود. سفال‌گران محلی از کالاهای یونانی تقلید می‌کردند، اگرچه کیفیت کالاهایشان پایین‌تر از یونانی‌ها بود. یهودیه در ربع دوم قرن چهارم شروع به ضرب سکه کرد.
در سال ۴۰۴ پ.م.، مصر به سلطه ایران پایان داد و شروع به گسترش دامنه نفوذ و قدرت نظامی خود در فلسطین و فنیقیه کرد که منجر به رویارویی با ایران با آن‌ها شد. برای مدت کوتاهی، مصر هر دو ساحل فنیقیه را تحت کنترل داشت. در نهایت نیز مصر در سال ۳۴۵ پ.م. توسط ایران فتح شد.
در قرن ششم، آرامی زبان رایج در شمال، در جلیل و سامریه، و جایگزین عبری به عنوان زبان گفتاری در منطقه فلسطین، و سپس زبان منطقه شد. عبری هنوز در یهودا مورد استفاده قرار می‌گرفت. با این حال، یهودی‌های تبعیدی بازگشته، نفوذ آرامی را بازگرداندند، و آرامی برای برقراری ارتباط با سایر اقوام در طول دوره ایرانی‌ها مورد استفاده قرار می‌گرفت. عبری نیز به عنوان زبانی خاص طبقه بالا و به عنوان یک زبان مذهبی باقی ماند.
ساخت معبد دوم حدود ۵۲۰ پیش از میلاد تمام گشت. پارس‌ها بر این منطقه به عنوان استانی یهودی حکومت می‌کردند، که در قرون پنجم تا چهارم پیش از میلاد حدود ۳۰۰۰۰ نفر جمعیت را در خود جای داده بود. : ۳۰۸ 

#### دوره پس از ایرانی‌ها
در سال ۳۳۲ قبل از میلاد، اسکندر مقدونی این منطقه را به عنوان بخشی از لشکرکشی خود علیه امپراتوری ایران فتح کرد. پس از مرگ او، این منطقه تحت کنترل امپراتوری‌های بطلمیوسی و سلوکی به عنوان بخشی از کوئل-سوریه شناخته شد. در طول قرون بعدی، یونانی شدن منطقه منجر به تنش‌های فرهنگی گردید که در زمان سلطنت آنتیوخوس چهارم به اوج رسید و شورش مکابیان در سال ۱۶۷ قبل از میلاد را سبب شد. ناآرامی‌های داخلی حکومت سلوکیان را تضعیف کرد و در اواخر قرن دوم ، پادشاهی نیمه خودمختار هامونی یهودیه به وجود آمد که در نهایت به استقلال کامل دست یافت و به مناطق همسایه گسترش یافت.

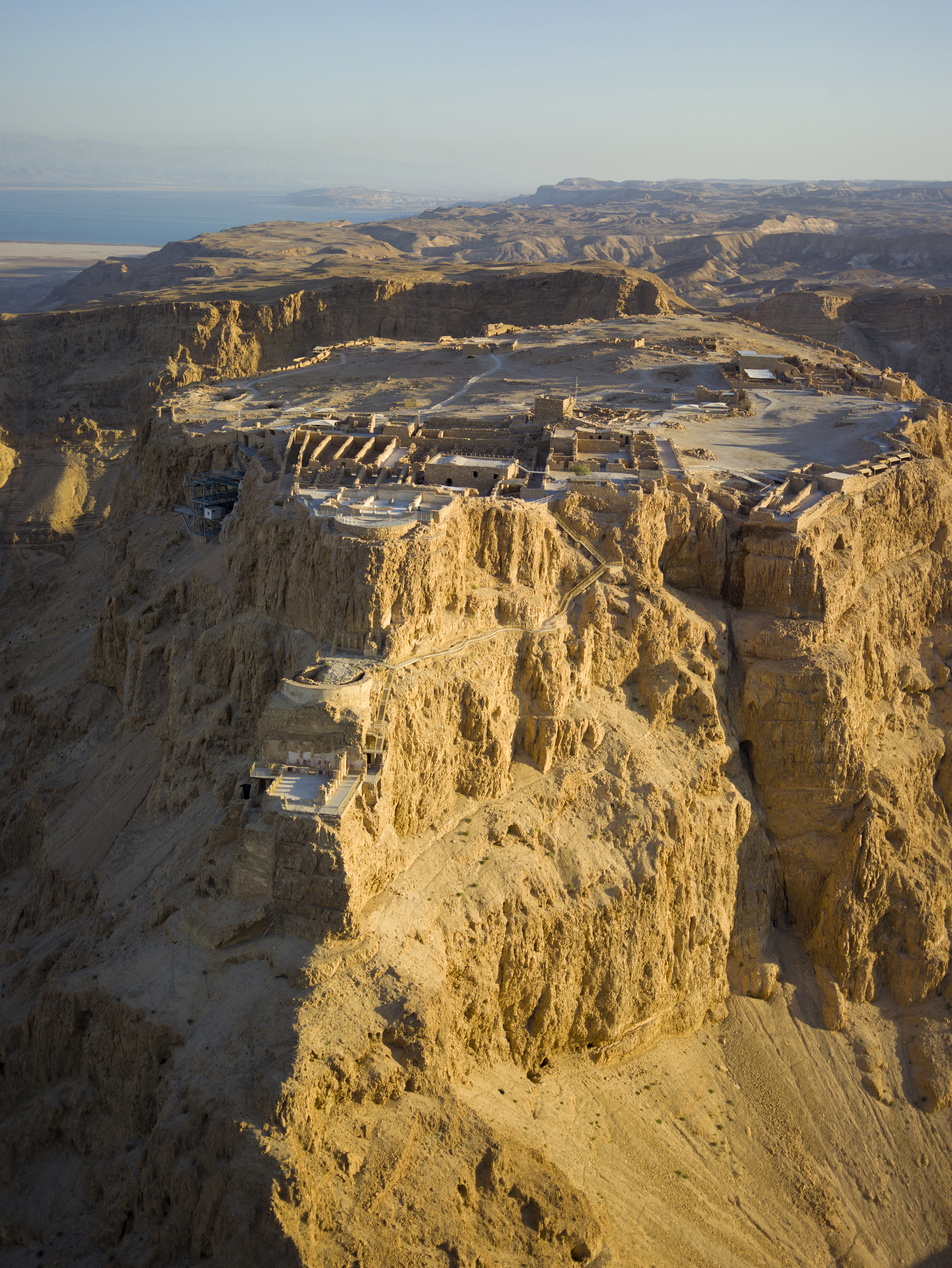
قلعه ماسادا، محل محاصره رومی در قرن اول

جمهوری رم در ۶۳ پیش از میلاد به منطقه حمله کرد، نخست کنترل سوریه را دست گرفت، سپس دخالت در جنگ داخلی حشمونیان را آغاز کرد. نزاع میان حامیان رومی و حامیان پارتی در یهودیه منجر به انتصاب هیرودیس کبیر به عنوان یک دودمان خراجگزار به روم شد. در سال ۶ پس از میلاد، این منطقه به‌طور کامل به عنوان استان رومی یهودیه ضمیمه گردید، دوره‌ای که منادی تنش با حکومت روم بود و به یک سری جنگ‌های یهودی-رومی کشیده گردید که ویرانی‌های گسترده‌ای را به ارمغان آورد.
دومین قیام معروف به شورش بارکوخبا در سالهای ۱۳۲–۱۳۶ بعد از میلاد روی داد. موفقیت‌های اولیه در میدان نبرد به یهودیان اجازه داد تا یک کشور مستقل در یهودیه تشکیل دهند، اما رومی‌ها نیروهای زیادی را جمع‌آوری کرده، به طرز وحشیانه‌ای شورش را سرکوب و حومه یهودیه را ویران و خالی از سکنه کردند. اورشلیم به عنوان یک مستعمره رومی با نام آیلیا کاپیتولینا بازسازی گردید و استان یهودا به سوریه فلسطین تغییر نام داد. یهودیان از مناطق حوالی اورشلیم اخراج شدند، و به اجتماعات دیاسپورا پیوستند. با وجود این، یهودیان پیوسته اندک حضوری را در منطقه حفظ کردند چنان‌که جلیل مرکز مذهبی آن شد.جوامع یهودی در تپه‌های الخلیل جنوبی و در دشت ساحلی به سکونت خود ادامه دادند.

### دوره اواخر باستان و قرون وسطی

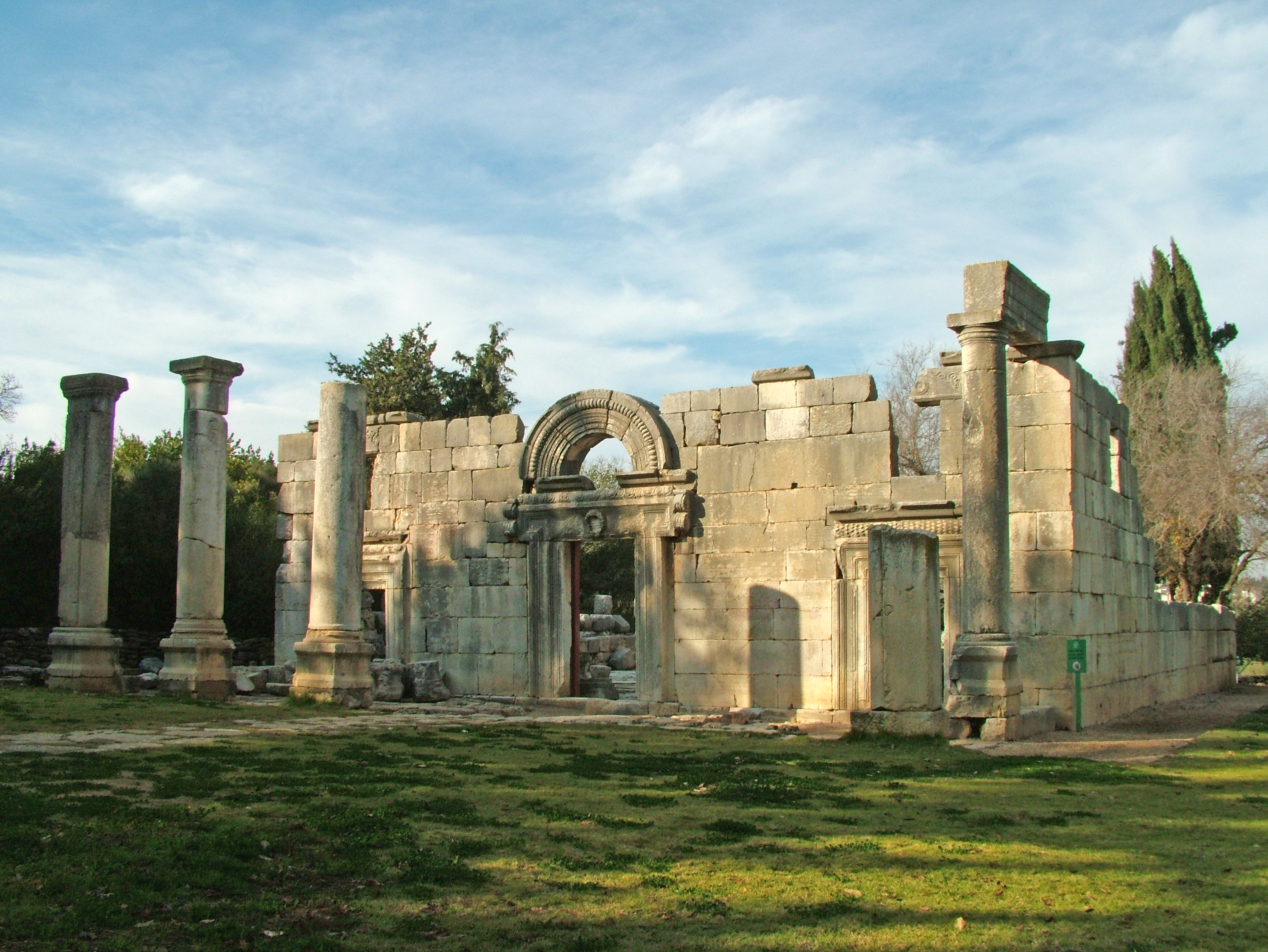
کنیسه کفار برام قرن سوم در جلیل

با انتقال حکومت روم به امپراتوری بیزانس تحت فرمان امپراتور کنستانتین، مسیحیت اولیه جایگزین پیگنیسم رومی گردید. با تغییر دین کنستانتین در قرن چهارم، وضعیت برای اکثریت یهودیان در فلسطین سخت‌تر شد. مجموعه‌ای از قوانین به تصویب رسید که علیه یهودیان و یهودیت تبعیض قائل می‌شد چنان‌که یهودی‌ها هم از سوی کلیسا و هم از سوی مقامات مورد آزار و اذیت قرار می‌گرفتند. بسیاری از یهودیان به جوامع در حال شکوفایی دیاسپورا مهاجرت کرده بودند، در همین حال به صورت محلی هم مهاجرت مسیحی و هم تغییر مذهب نیز رواج پیدا کرده بود. در اواسط قرن پنجم، مسیحیان به اکثریت غالب در منطقه بدل گشتند. در اواخر قرن پنجم، شورش‌های سامری‌ها شروع شد که تا اواخر قرن ششم ادامه یافت و منجر به کاهش بالا در جمعیت سامری شد. پس از فتح اورشلیم توسط ساسانیان و شورش کوتاه مدت یهودیان علیه هراکلیوس در سال ۶۱۴ پس از میلاد، امپراتوری بیزانس کنترل منطقه را در سال ۶۲۸ تثبیت کرد.
در سالهای ۶۳۴–۶۴۱ میلادی، خلافت راشدین شام را فتح کرد. شش قرن بعد، کنترل منطقه بین خلفای اموی، عباسی، فاطمی و متعاقباً سلجوقیان و ایوبیان تقسیم شد. جمعیت این منطقه طی چندین قرن آتی به شدت کاهش یافت و از حدود ۱ میلیون نفر در دوره روم و بیزانس به حدود ۳۰۰۰۰۰ نفر در اوایل دوره عثمانی رسید. در کنار این کاهش جمعیت، مهاجرت غیر مسلمانان، مهاجرت مسلمانان و گرایش‌های محلی به اسلام، روندی پیوسته از عربی سازی و اسلامی شدن را در پی داشت. پایان قرن یازدهم، جنگ‌های صلیبی را به همراه داشت، تاخت‌وتاز صلیبیون مسیحی که توسط پاپ حمایت می‌شد، با هدف فتح و خارج کردن کنترل اورشلیم و سرزمین مقدس از دست مسلمانان و ایجاد کشورهای صلیبی آغاز شد. ایوبیان صلیبی‌ها را قبل از اینکه حکومت مسلمانان به‌طور کامل توسط سلاطین مملوک مصر در سال ۱۲۹۱ احیا شود، عقب راندند

### دوران مدرن و ظهور صهیونیسم

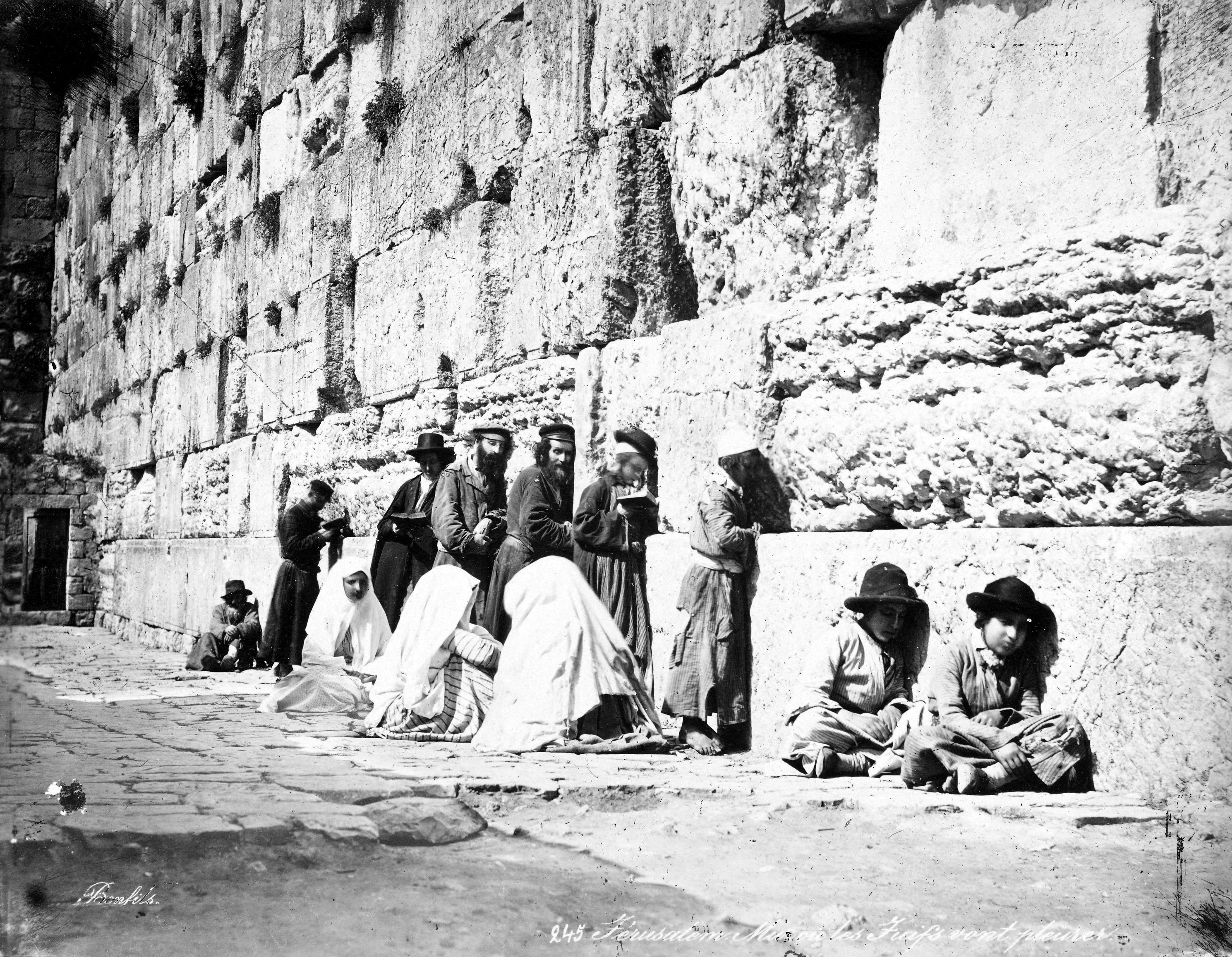
یهودیان در دیوار غربی در دهه ۱۸۷۰

در سال ۱۵۱۶، این منطقه توسط امپراتوری عثمانی فتح شد و تا چهار قرن بعد به عنوان بخشی از سوریه عثمانی اداره گردید. در سال ۱۶۶۰، شورش دروزها منجر به نابودی صفد و طبریه شد. در اواخر قرن هجدهم، [[]] ظاهر العمر محلی عرب، یک امارت مستقل عملاً در جلیل ایجاد کرد. تلاش‌های عثمانی‌ها برای تسلیم کردن ناکام ماند، اما پس از مرگ ظاهر، عثمانی‌ها کنترل منطقه را دوباره به دست گرفتند. در سال ۱۷۹۹ جازار پاشا با موفقیت حمله به عکا توسط نیروهای ناپلئون را دفع کرد و فرانسوی‌ها را وادار کرد که کارزار سوریه را رها کنند. در سال ۱۸۳۴، شورش دهقانان عرب فلسطینی علیه سیاست‌های اجباری و مالیاتی مصر در زمان محمد علی پاشا آغاز شد. اگرچه این شورش سرکوب گردید، اما ارتش محمدعلی عقب‌نشینی کرد و حکومت عثمانی با حمایت بریتانیا در سال ۱۸۴۰ احیا شد. اندکی پس از آن، اصلاحات تنظیمات در سراسر امپراتوری عثمانی آغاز گردید.
از زمان آغاز دیاسپورای یهودی، بسیاری از یهودیان آرزوی بازگشت به «صهیون» و «سرزمین اسرائیل» را داشته‌اند، اگرچه میزان تلاشی که باید برای چنین هدفی صرف شود، محل مناقشه است. در طول قرن شانزدهم، جوامع یهودی در چهار شهر مقدس - اورشلیم، طبریه، الخلیل و سافد - پا گرفتند و در سال ۱۶۹۷، خاخام یهودا هاچاسید گروهی متشکل از ۱۵۰۰ یهودی را به اورشلیم هدایت کرد. در نیمه دوم قرن هجدهم، مخالفان حسیدیسم در اروپای شرقی، معروف به پروشیم، در فلسطین ساکن شدند.

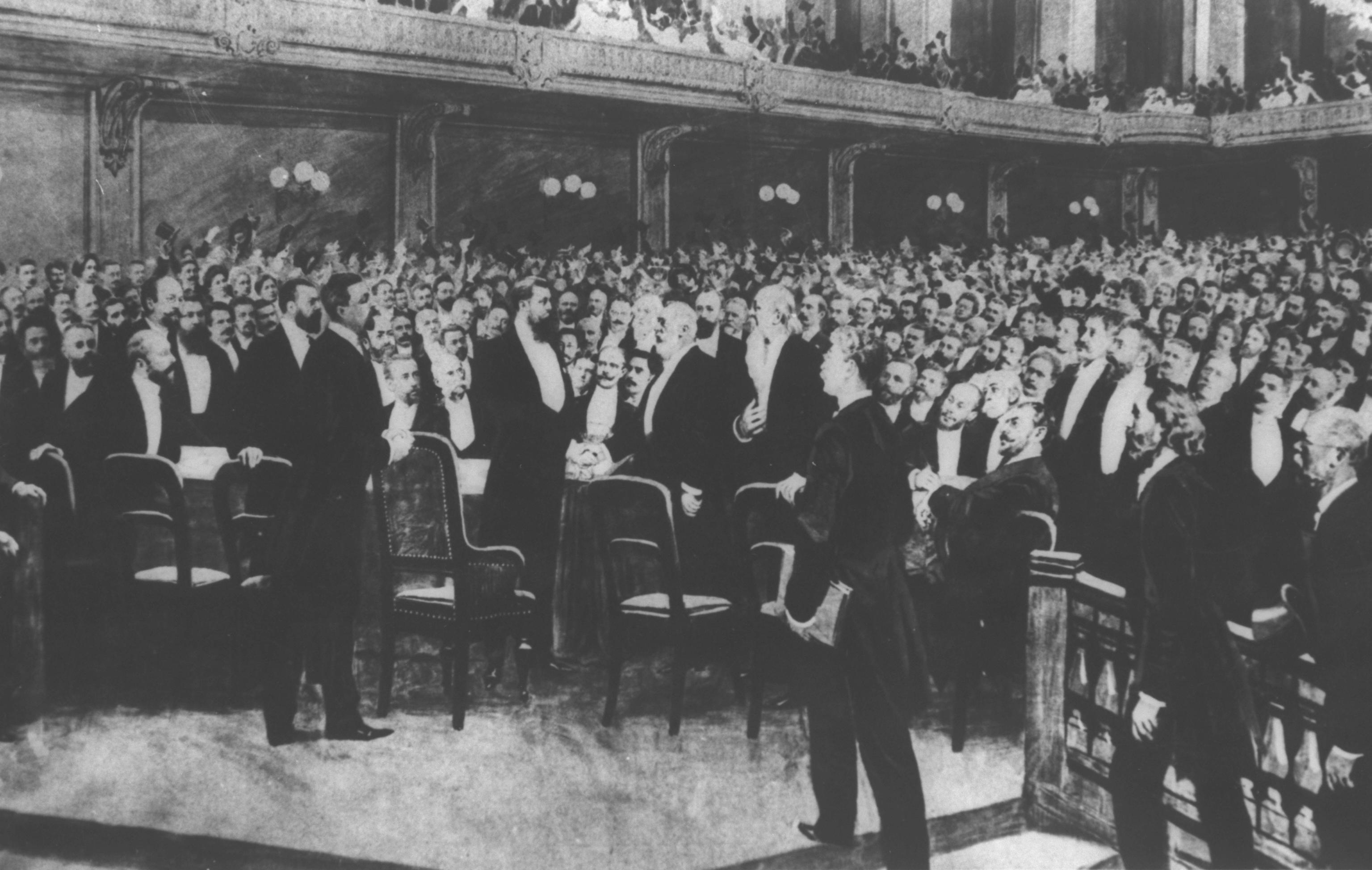
اولین کنگره صهیونیستی (۱۸۹۷) در بازل، سوئیس

اولین موج مهاجرت یهودیان مدرن به فلسطین تحت فرمانروایی عثمانی، معروف به الیه نخستین، در سال ۱۸۸۱ آغاز شد، زیرا یهودیان از قتل‌عام در اروپای شرقی فراری بودند. اگرچه جنبش صهیونیسم قبلاً در عمل وجود داشته است، اما همواره تئودور هرتزل، روزنامه‌نگار اتریشی-مجارستانی به عنوان بنیان‌گذار صهیونیسم سیاسی شناخته می‌شود، جنبشی که به دنبال ایجاد یک کشور یهودی در سرزمین اسرائیل بود، بنابراین راه‌حلی را برای به اصطلاح مسئله یهود ارائه کرد. در سال ۱۸۹۶، هرتزل اثر خود به نام Der Judenstaat (دولت یهود) را منتشر کرد و دیدگاه خود را از یک دولت یهودی در آینده ارائه کرد. سال بعد او ریاست اولین کنگره صهیونیستی در بازل سوئیس را بر عهده گرفت. آلیه دوم (۱۹۰۴–۱۹۱۴) پس از قتل‌عام کیشینف آغاز شد. حدود ۴۰۰۰۰ یهودی در فلسطین سیهودیان اکن شدند، اگرچه تقریباً نیمی از آنها در نهایت آنجا را ترک کردند. هر دو موج اول و دوم مهاجران عمدتاً یهودیان ارتدوکس بودند، اگرچه آلیه دوم شامل گروه‌های سوسیالیستی بود که جنبش کیبوتص را تأسیس کردند. اگرچه مهاجران آلیه دوم عمدتاً به دنبال ایجاد سکونتگاه‌های زراعی جمعی بودند، اما در این دوره ، تل آویو به عنوان اولین شهر یهودی برنامه‌ریزی شده در سال ۱۹۰۹ تأسیس گردید. در این دوره همچنین شبه نظامیان مسلح یهودی ظهور کردند که اولین آنها بار-گیورا نام داشت و که در سال ۱۹۰۷ تأسیس شد. دو سال بعد، سازمان بزرگتر هاشومر به عنوان جایگزین آن تأسیس گردید.

### قیمومیت بریتانیا
در سال ۱۹۱۷، در خلال جنگ جهانی اول، آرتور بالفور، وزیر امور خارجه بریتانیا، بیانیه بالفور را برای لرد روچیلد، رهبر جامعه یهودیان بریتانیا ارسال کرد که در آن اعلام شده بود که بریتانیا قصد دارد یک " خانه ملی " یهودی را در فلسطین برپا کند.
در سال ۱۹۱۸، لژیون یهودی، گروهی عمدتاً از داوطلبان صهیونیست، در فتح فلسطین توسط بریتانیا به بریتانیایی‌ها یاری رساندند. در سال ۱۹۲۰، پس از اینکه متفقین شام را در طول جنگ جهانی اول فتح کردند، این قلمرو بین بریتانیا و فرانسه تحت نظام قیمومیت تقسیم گردید و منطقه تحت اداره بریتانیا که شامل اسرائیل امروزی بود، فلسطین تحت قیمومیت نام گرفت. مخالفت اعراب با حکومت بریتانیا و مهاجرت یهودیان منجر به شورش‌های فلسطینی در سال ۱۹۲۰ و تشکیل یک شبه نظامی یهودی به نام هاگانا (به معنای دفاع در زبان عبری) به عنوان زاییده هاشومر شد که بعدها شبه نظامیان ایرگون و لحی از آن منشعب شدند. در سال ۱۹۲۲، جامعه ملل قیمومت فلسطین را تحت شرایطی که شامل اعلامیه بالفور با وعده آن به یهودیان و با مقررات مشابه در مورد فلسطینیان عرب بود به بریتانیا اعطا کرد. جمعیت این منطقه در این زمان عمدتاً عرب و مسلمان بودند، یهودیان حدود 11% و مسیحیان عرب حدود ۹٫۵٪ از جمعیت را تشکیل می‌دادند.
آلیه سوم (۲۳–۱۹۱۹) و آلیه چهارم (۲۹–۱۹۲۴) ۱۰۰۰۰۰ یهودی دیگر را به فلسطین آورد. ظهور نازیسم و آزار و اذیت فزاینده یهودیان در اروپای دهه ۱۹۳۰ منجر به ظهور آلیه پنجم با هجوم یک چهارم میلیون یهودی شد. این یکی از دلایل اصلی شورش اعراب در سالهای ۱۹۳۶–۱۹۳۹ بود که در واکنش به ادامه مهاجرت یهودیان و خرید زمین آغاز گردید. صدها یهودی و پرسنل امنیتی بریتانیا کشته شدند، در حالی که مقامات قیمومیت بریتانیا در کنار شبه نظامیان صهیونیست هاگانا و ایرگون ۵۰۳۲ عرب را کشتند و ۱۴۷۶۰ نفر را زخمی کردند، که منجر به کشته شدن بیش از ده درصد از جمعیت مرد بزرگسال عرب‌های فلسطین شد و تعدادی مجروح، زندانی یا تبعیدی بر جای گذاشت. انگلیسی‌ها با کتاب سفید ۱۹۳۹ محدودیت‌هایی را برای مهاجرت یهودیان به فلسطین وضع کردند، در حالی که کشورهای سرتاسر جهان پناهندگان یهودی را که از هولوکاست فرار می‌کردند طرد می‌کردند، یک جنبش مخفی موسوم به الیه بت برای آوردن یهودیان به فلسطین سازماندهی شد. در پایان جنگ جهانی دوم، جمعیت یهودیان فلسطین به ۳۱ درصد از کل جمعیت افزایش یافت.
پس از جنگ جهانی دوم، بریتانیا خود را تا سطوح محدودی در نبرد با کمپین چریکی یهودی بر سر محدودیت‌های مهاجرت یهودیان دید. هاگانا در یک مبارزه مسلحانه علیه قوانین حکومت بریتانیا به ایرگون و لحی پیوست. در همان زمان، صدها هزار نفر از بازماندگان و پناهندگان یهودی هولوکاست به دنبال زندگی جدیدی به دور از جوامع ویران شده خود در اروپا بودند. هاگانا در برنامه‌ای به نام آلیه بت که در آن ده‌ها هزار پناهجوی یهودی سعی کردند با کشتی وارد فلسطین شوند، تلاش کرد تا این پناهندگان را به فلسطین بیاورد. بیشتر کشتی‌ها توسط نیروی دریایی سلطنتی توقیف شدند و پناهجویان توسط بریتانیایی‌ها جمع‌آوری و در اردوگاه‌های واقع در اتلیت و قبرس قرار تحت بازداشت گرفتند.

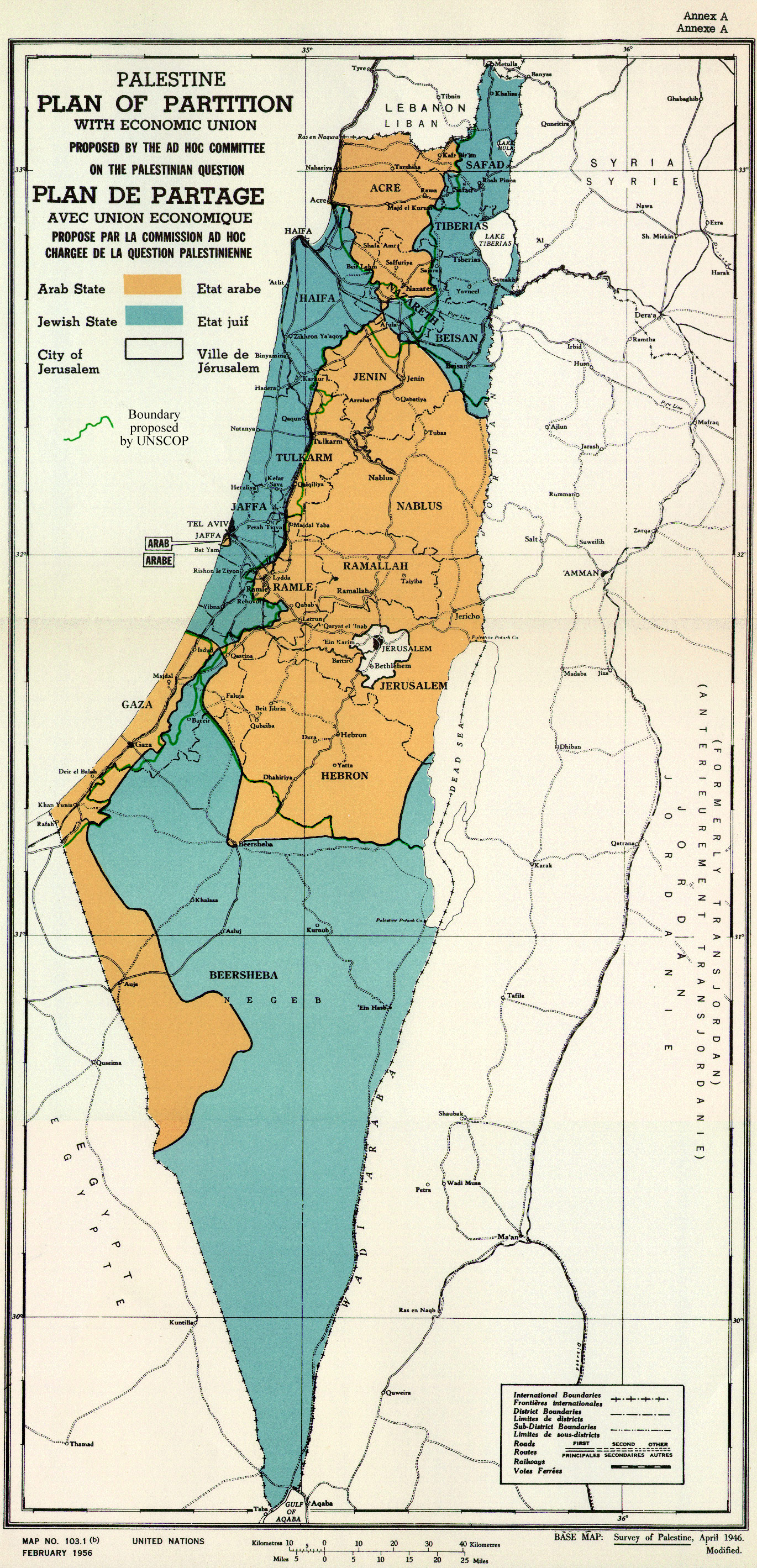
نقشه سازمان ملل "طرح تجزیه فلسطین با اتحادیه اقتصادی"

در ۲۲ ژوئیه ۱۹۴۶، ایرگون، مقر اداری بریتانیا برای فلسطین را که در بال جنوبی هتل کینگ دیوید در اورشلیم قرار داشت، بمباران کرد. در مجموع ۹۱ نفر از ملیت‌های مختلف کشته و ۴۶ تن نیز مجروح شدند. این هتل محل دبیرخانه دولت فلسطین و مقر نیروهای مسلح بریتانیا در فلسطین تحت قیمومیت و ماوراء اردن بود. این حمله در ابتدا مورد تأیید هاگانا بود. این عملیات به عنوان پاسخی به عملیات آگاتا (مجموعه‌ای از حملات گسترده، از جمله حمله به آژانس یهود، که توسط مقامات بریتانیا انجام شد) در نظر گرفته شد و مرگبارترین حمله‌ای بود که در دوران قیمومیت علیه بریتانیا انجام شد. شورش یهودیان در سال‌های ۱۹۴۶ و ۱۹۴۷ با وجود تلاش‌های هماهنگ ارتش بریتانیا و نیروی پلیس فلسطین برای سرکوب آن ادامه یافت. تلاش‌های بریتانیا برای میانجی‌گری، و یافتن راه‌حل جهت مذاکره با نمایندگان یهودی و عرب نیز شکست خورد، زیرا یهودیان حاضر به پذیرش هیچ راه‌حلی نبودند که یک کشور یهودی مستقل جزو شروط آن نباشد و با تقسیم فلسطین به دو کشور یهودی و عربی نیز مخالف بودند، حال آنکه اعراب نیز با هرگونه دولت دیگر مخالف بوده و تنها راه حل را فلسطینی یکپارچه تحت حاکمیت اعراب می‌دانستند. در فوریه ۱۹۴۷، انگلیسی‌ها موضوع فلسطین را به سازمان تازه تأسیس ملل متحد ارجاع دادند. در ۱۵ مه ۱۹۴۷، مجمع عمومی سازمان ملل تصمیم گرفت که کمیته ویژه سازمان در مورد فلسطین ایجاد شود تا «برای بررسی در جلسه آتی، مجمع گزارشی در مورد مسئله فلسطین آماده کند.» در گزارش کمیته مورخ ۳ سپتامبر ۱۹۴۷ به مجمع عمومی، اکثریت کمیته در فصل ششم طرحی را برای جایگزینی قیمومیت بریتانیا با عنوان «یک کشور مستقل عربی، یک کشور مستقل یهودی و اورشلیم  [...] به عنوان آخرین موردی که تحت یک سیستم قیمومیت بین‌الملل قرار دارد» پیشنهاد کردند. در همین حین، شورش یهودیان ادامه یافت و در ژوئیه ۱۹۴۷ طی یک سری حملات گسترده چریکی که در ماجرای گروهبان‌ها به اوج رسید که در آن ایرگون دو گروهبان انگلیسی را به عنوان اهرم فشاری علیه اعدام برنامه‌ریزی شده سه عامل ایرگون گروگان گرفت. ایرگون افسران را پس از اجرای اعدام کشت.
به تاریخ سپتامبر ۱۹۴۷، کابینه بریتانیا به این نتیجه رسید که قیمومیت دیگر امکان استقرار ندارد و بایستی فلسطین را تخلیه نمایند. به بیان آرتور کریچ جونز، وزیر استعمار، چهار علت اصلی منجر به تصمیم‌گیری برای تخلیه فلسطین: انعطاف‌ناپذیری مذاکره‌کنندگان یهودی و عرب که تن به صلح و سازش در مواضع کلیدی خود در خصوص مسئله ایجاد یک کشور یهودی در فلسطین نبودند، همین‌طور استقرار پادگانی وسیع در فلسطین جهت مبارزه با شورش یهودیان و در عین احتمال شورش گسترده‌تر یهودیان و اعراب فشار سنگینی بر اقتصاد بریتانیا که از تبعات جنگ جهانی دوم نیز هنوز التیام نیافته بود، وارد کرد، در ادامه ضربه مهلکی بر «صبر انگلیس و متأثر شدن غرور ملی» ناشی از به دار آویختن گروهبان‌ها، همزمان با انتقادهای فزاینده‌ای که دولت در نتیجه تلاش برای یافتن راه حلی برای فلسطین وارد گردید.
در ۲۹ نوامبر ۱۹۴۷، مجمع عمومی قطعنامه 181 (II) را تصویب نمود که تصویب و اجرای طرح تقسیم با اتحادیه اقتصادی را توصیه می‌کرد. طرح ضمیمه قطعنامه اساساً همان طرحی بود که اکثریت کمیته در گزارش ۳ سپتامبر پیشنهاد کرده بود. آژانس یهود، که نماینده شناخته شده جامعه یهودی محسوب می‌شد، طرحی را پذیرفت که به یهودیان - یک سوم جمعیتی که کمتر از ۷٪ از املاک را تحت مالکیت دارند - ۵۵٪ تا ۵۶٪ از زمین‌های فلسطین تحت قیمومیت را واگذار می‌کرد.   اتحادیه عرب و کمیته عالی عربی فلسطین این طرح را رد و تأکید کردند که آنها هرگونه طرح تقسیم دیگری را نیز رد خواهند کرد.   در ۱ دسامبر ۱۹۴۷، کمیته عالی عرب یک اعتصاب سه روزه را اعلام کرد و شورش در اورشلیم آغاز شد . وضعیت به یک جنگ داخلی می‌ماند. تنها دو هفته پس از رأی‌گیری سازمان ملل، آرتور کریچ جونز، وزیر استعمار، اعلام کرد که قیمومت بریتانیا در ۱۵ مه ۱۹۴۸ پایان می‌یابد و تا آن مقطع بریتانیایی‌ها تخلیه خواهند شد. هنگامی که شبه‌نظامیان و باندهای عرب به مناطق یهودی حمله می‌کردند، عمدتاً با مقاومت هاگانا و همچنین ایرگون و لحی مواجه می‌شدند. در آوریل ۱۹۴۸، هاگانا به سوی منشأ این تاخت‌وتازها یورش برد.  در این دوره ۲۵۰۰۰۰ عرب فلسطینی به دلیل تعدادی از عوامل فراری یا اخراج شدند. 

### کشور اسرائیل

#### استقلال و سالهای اولیه

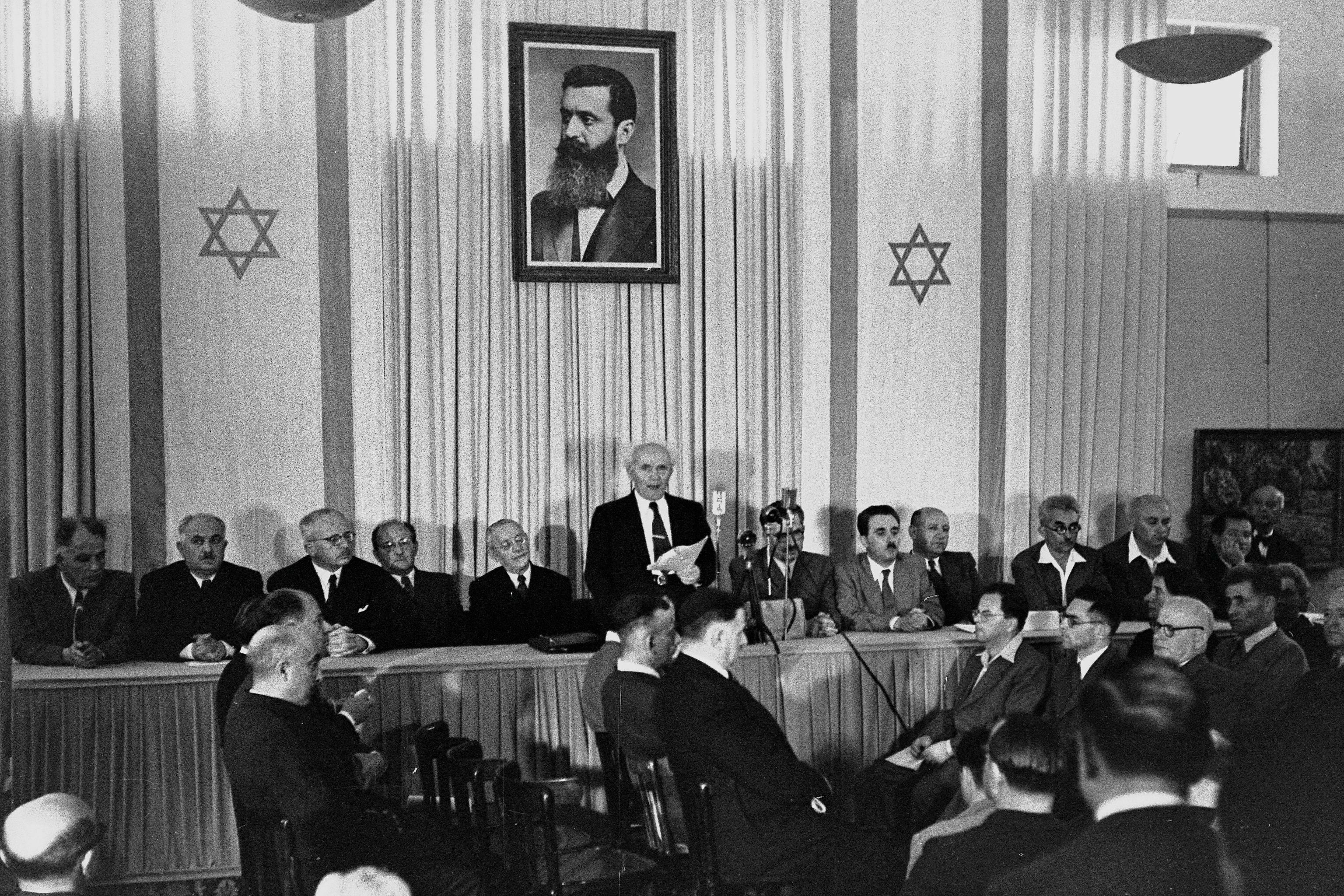
دیوید بن گوریو استقلال اسرائیل را در ۱۴ مه ۱۹۴۸ اعلام می‌کند.

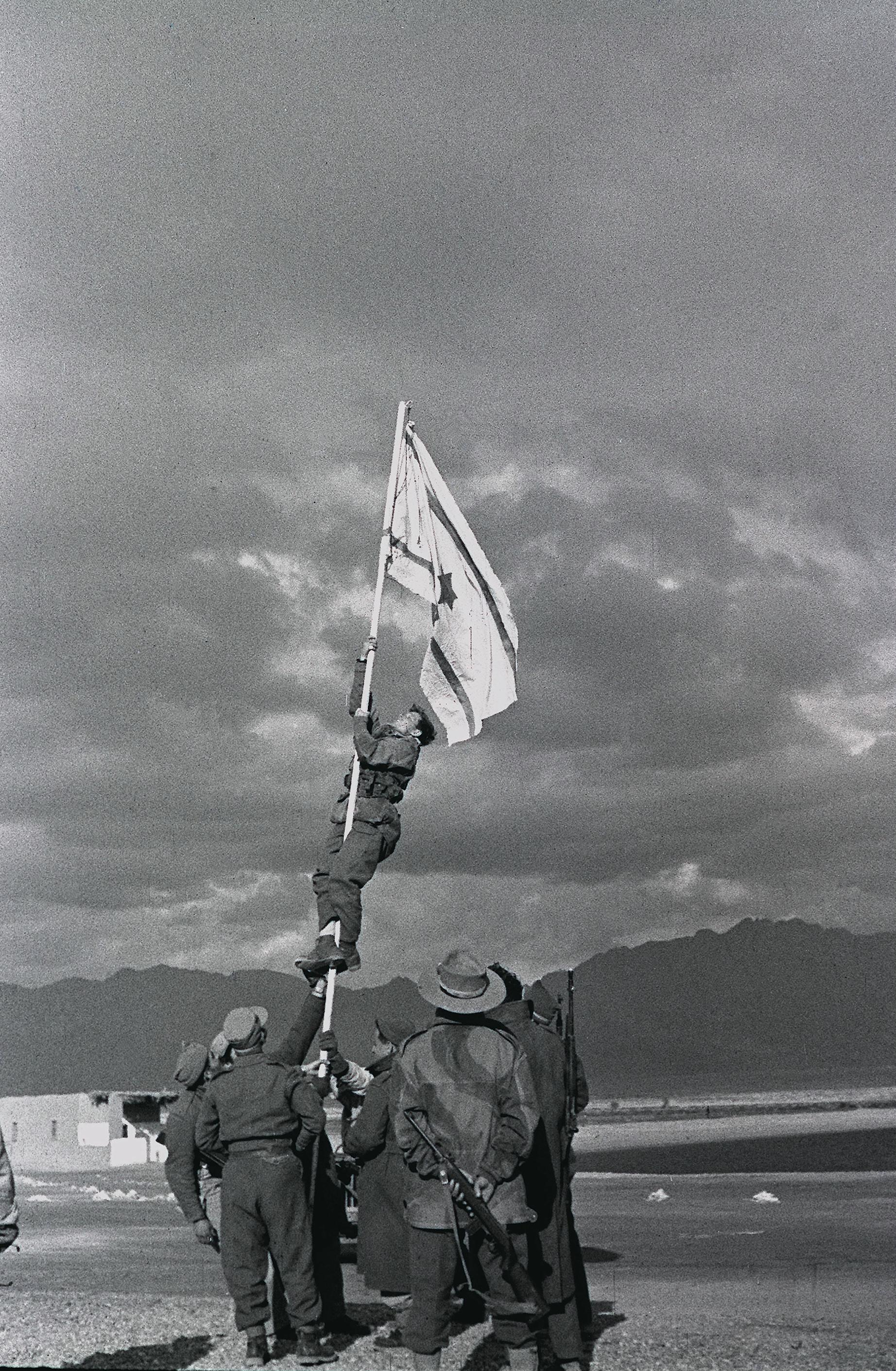
برافراشتن پرچم جوهر در ۱۰ مارس ۱۹۴۹، به نشانه پایان جنگ ۱۹۴۸

در ۱۴ مه ۱۹۴۸، یک روز قبل از انقضای قیمومیت بریتانیا، دیوید بن گوریون، رئیس آژانس یهود، «تأسیس یک کشور یهودی در سرزمین اسرائیل، با نام دولت اسرائیل» را اعلام کرد. تنها اشاره‌ای که در متن اعلامیه به مرزهای دولت جدید وجود دارد، استفاده از اصطلاح ارتس-اسرائیل (" سرزمین اسرائیل ") است. روز بعد، ارتش چهار کشور عربی - مصر، سوریه، ماوراء اردن و عراق - وارد بخش‌هایی از فلسطین تحت قیمومیت بریتانیا شدند و جنگ اعراب و اسرائیل در سال ۱۹۴۸ را آغاز کردند. در همین حین نیروهایی از یمن، مراکش، عربستان سعودی و سودان به جنگ پیوستند.  در آغاز هدف ظاهری تهاجم، جلوگیری از تأسیس دولت یهود بود، برخی از رهبران عرب در مورد "ریختن یهودیان به دریاً صحبت می‌کردند.  به گفته بنی موریس، یهودیان نگران بودند که ارتش مهاجم عرب قصد قتل‌عام آنها را داشته باشند.  اتحادیه عرب اعلام کرد که این تهاجم برای برقراری نظم و جلوگیری از خونریزی بیشتر بوده است.
پس از یک سال جنگ، آتش‌بس اعلام شد و مرزهای موقت موسوم به خط سبز تعیین گردید. اردن کرانه باختری از جمله بیت‌المقدس شرقی را ضمیمه خود نمود و در سوی دیگر هم مصر نوار غزه را اشغال کرد. سازمان ملل تخمین زد که بیش از ۷۰۰۰۰۰ فلسطینی توسط نیروهای پیشروی اسرائیل در جریان درگیری بیرون رانده شدند یا گریختند - چیزی که در عربی به نام نکبت ("فاجعه") شناخته می‌شود.حدود ۱۵۶۰۰۰ نفر باقی ماندند و شهروند عرب اسرائیل شدند.
اسرائیل با اکثریت آرا در ۱۱ مه ۱۹۴۹ به عنوان عضو سازمان ملل پذیرفته شد تلاش اسرائیل و اردن برای مذاکره بر سر توافقنامه صلح پس از آن شکست خورد که دولت بریتانیا، از ترس واکنش مصر با چنین معاهده‌ای، مخالفت خود را با دولت اردن ابراز کرد. در سال‌های اولیه تشکیل دولت، جنبش صهیونیسم کارگری به رهبری نخست‌وزیر دیوید بن گوریون بر عرصه سیاست در اسرائیل تسلط داشت.
مهاجرت به اسرائیل در اواخر دهه ۱۹۴۰ و اوایل دهه ۱۹۵۰ با کمک وزارت مهاجرت اسرائیل و سازمان غیردولتی موساد لیعلیه بت (lit. جریان داشت که مهاجرت غیرقانونی و مخفیانه را سازماندهی می‌کند. هر دو گروه تدارکات مهاجرت مانند ترتیب دادن حمل و نقل را تسهیل می‌کردند، اما گروه دوم در کشورهایی به ویژه در خاورمیانه و اروپای شرقی که زندگی یهودیان در خطر بود و خروج از آن مکان‌ها دشوار بود، درگیر اجرای عملیات‌های مخفیانه می‌شد. موساد لیعلیه بت در سال ۱۹۵۳ منحل گردید. هدف مهاجرت برپایهبرنامه یک میلیونی هدایت می‌شد. مهاجران به دلایل مختلف به اسرائیل می‌آمدند از جمله: برخی اعتقادات صهیونیستی داشتند یا جهت دستیابی به وعده زندگی بهتر به اسرائیل آمده بودند، در حالی که برخی دیگر برای فرار از آزار و اذیت تن به مهاجرت داده بودند یا از کشور مبدأ اخراج می‌شدند.
هجوم بازماندگان هولوکاست و یهودیان از کشورهای عربی و مسلمان به اسرائیل در طی سه سال اول تعداد یهودیان را از ۷۰۰۰۰۰ به ۱٬۴۰۰٬۰۰۰ افزایش داد. در سال ۱۹۵۸، جمعیت اسرائیل به دو میلیون نفر رسید. بین سالهای ۱۹۴۸ و ۱۹۷۰، تقریباً ۱٬۱۵۰٬۰۰۰ پناهنده یهودی به اسرائیل نقل مکان کردند. برخی از مهاجران جدید به عنوان پناهنده بدون هیچ دارایی به کشور آمدند و در اردوگاه‌های موقتی به نام ماباروت اسکان داده شدند. تا سال ۱۹۵۲، بیش از ۲۰۰۰۰۰ نفر در این شهرهای چادری زندگی می‌کردند. با یهودیان دارای پیشینه اروپایی اغلب رفتار مطلوب تری نسبت به یهودیان کشورهای خاورمیانه و شمال آفریقا صورت می‌گرفت - واحدهای مسکونی که برای ورودی‌های جدید اختصاص داده شده بود اغلب برای همان مهاجران قدیمی تمدید می‌شد و در نتیجه یهودیان تازه‌وارد از سرزمین‌های عربی عموماً مدت بیشتری را در کمپ سکونت می‌کردند. در این دوره، غذا، لباس و اثاثیه باید جیره‌بندی می‌شد که به آن دوره ریاضت می‌گفتند. نیاز روزافزون به حل این بحران، بن گوریون را به امضای قرارداد غرامت با آلمان غربی سوق داد که اعتراضات گسترده یهودیان را برانگیخت و از این ایده که اسرائیل می‌تواند غرامت مالی در ازای هولوکاست را بپذیرد، خشمگین شدند.

#### درگیری اعراب و اسرائیل
در طول دهه ۱۹۵۰، اسرائیل اغلب توسط فداییان فلسطینی مورد حمله قرار می‌گرفت، هدف حملات تقریباً همیشه غیرنظامیان بودند منشأ آن نیز عمدتاً از نوار غزه تحت اشغال مصر بود که این رفتارها منجر به چندین عملیات تلافی جویانه اسرائیل نیز شد. در سال ۱۹۵۶، انگلستان و فرانسه قصد داشتند کنترل کانال سوئز را که مصریان آن را ملی کرده بودند، دوباره به دست گیرند. ادامه نع کشتی‌های اسرائیلی از کشتی‌رانی بر کانال سوئز و تنگه تیران، همراه با افزایش حملات فداییان علیه جمعیت جنوبی اسرائیل و تهدیدات اعراب، اسرائیل را بر آن داشت تا به مصر حمله کند. اسرائیل به یک اتحاد محرمانه با بریتانیا و فرانسه ملحق شد و شبه جزیره سینا را تصرف کرد، اما سازمان ملل تحت فشار قرار گرفت تا در ازای تضمین حقوق کشتیرانی اسرائیل در دریای سرخ این کشور از تنگه تیران و کانال، عقب‌نشینی کند. جنگی که به عنوان بحران سوئز شناخته می‌شود، منجر به کاهش قابل توجه نفوذ مرزی اسرائیل شد.
در اوایل دهه ۱۹۶۰، اسرائیل آدولف آیشمن جنایتکار جنگی نازی را در آرژانتین دستگیر و برای محاکمه به اسرائیل آورد.  محاکمه تأثیر عمده‌ای بر آگاهی عمومی از هولوکاست داشت. آیشمن تنها فردی است که در یک دادگاه غیرنظامی اسرائیل در اسرائیل اعدام شده. در طول بهار و تابستان ۱۹۶۳ اسرائیل درگیر یک بن بست دیپلماتیک با ایالات متحده به دلیل برنامه هسته‌ای خود بود.
از سال ۱۹۶۴ که کشورهای عربی نگرای‌هایی را بابت برنامه اسرائیل در راستای هدایت آب رودخانه اردن به دشت ساحلی داشتند، کوشش‌هایی جهت انحراف سرچشمه رود برای محروم‌سازی اسرائیل از آب آن صورت گرفت و باعث ایجاد تنش بین اسرائیل از یک سو و و لبنان سوریه در طرف دیگر شد. ملی گرایان عرب به رهبری جمال عبدالناصر، رئیس‌جمهور مصر، از به رسمیت شناختن اسرائیل خودداری کردند و خواستار نابودی آن شدند. در سال ۱۹۶۶، روابط اسرائیل و اعراب به حدی پرتنش شده بود که نبردهای فیزیکی بین نیروهای اسرائیلی و عرب حادث شد.

اراضی تحت کنترل اسرائیل:
پیش از جنگ شش روزه
پس از جنگ
صحرای سینا به سال ۱۹۸۲ به مصر بازگردانده شد.

در ماه مه ۱۹۶۷، مصر ارتش خود را در نزدیکی مرز با اسرائیل آماده‌باش کرد، نیروهای حافظ صلح سازمان ملل را بیرون و از سال ۱۹۵۷ در شبه جزیره سینا مستقر شد تا دسترسی اسرائیل به دریای سرخ را مسدود کند.سایر کشورهای عربی نیز نیروهای خود را بسیج کردند. اسرائیل بار دیگر تأکید کرد که این اقدامات یک بهانه جنگ است. یکی از پرتنش‌ترین دوره‌ها در تاریخ اسرائیل سه هفته پیش از جنگ شش روزه بود، دوره‌ای که به «دوره انتظار» معروف است. این دوره، دوره‌ای از اضطراب، عدم قطعیت و آماده‌سازی در داخل اسرائیل بود، زیرا کشور با تهدید قریب‌الوقوع یک جنگ منطقه‌ای تمام عیار مواجه بود. مصر تنگه تیران را بسته بود، که به منزله اقدام جنگی بود و لحن کشور‌های عربی برای مردم اسرائیل هراس‌انگیز بود. رادیو مصر که به زبان عربی برنامه‌هایی مهیج و ضد اسرائیلی پخش می‌کرد، همه روزه از فلسطینیان می‌خواست که از اسرائیل خارج شوند تا «در مسیر بولدوزرهایی که قرار بود اسرائیلی‌ها را به دریا بریزند قرار نگیرند!» در ۵ ژوئن، حمله پیشگیرانه ای را علیه مصر انجام داد. اردن، سوریه و عراق پاسخ دادند و به اسرائیل حمله کردند. در یک جنگ شش روزه، اسرائیل کرانه باختری را از اردن، نوار غزه و شبه جزیره سینا را از مصر و بلندی‌های جولان را از سوریه تصرف و اشغال کرد.
پس از جنگ ۱۹۶۷ و قطعنامه «سه نه» اتحادیه عرب، اسرائیل با حملات مصری‌ها در شبه جزیره سینا در طول جنگی فرسایشی در سال‌های ۱۹۶۷–۱۹۷۰ و از سوی دیگر گروه‌های فلسطینی که اسرائیلی‌ها را در سرزمین‌های اشغالی در اسرائیل و سراسر جهان هدف قرار می‌دادند، مواجه شد. در میان گروه‌های مختلف فلسطینی و عربی، مهم‌ترین گروه سازمان آزادی‌بخش فلسطین (ساف) بود که در سال ۱۹۶۴ تأسیس شد و در ابتدا خود را متعهد به «مبارزه مسلحانه به عنوان تنها راه برای آزادی میهن» قلمداد کرد. در اواخر دهه ۱۹۶۰ و اوایل دهه ۱۹۷۰، گروه‌های فلسطینی موجی از حملات را علیه اهداف اسرائیلی و یهودی در سراسر جهان ترتیب دادند، از جمله آنها قتل‌عام ورزشکاران اسرائیلی در بازی‌های المپیک تابستانی ۱۹۷۲ در مونیخ بود. دولت اسرائیل با اجرای یک کمپین ترور پاسخ سازمان دهندگان قتل‌عام را با بمباران هوایی و یورش به مقر ساف در لبنان داد.
در ۶ اکتبر ۱۹۷۳، زمانی که یهودیان مشغول مراسم یوم کیپوربودند، ارتش مصر و سوریه حمله غافلگیرانه‌ای را علیه نیروهای اسرائیلی در شبه جزیره سینا و بلندی‌های جولان آغاز کردند که جنگ یوم کیپور نامیده می‌شود. این جنگ در ۲۵ اکتبر با عقب راندن موفقیت‌آمیز نیروهای مصری و سوری توسط اسرائیل به پایان رسید، اما بیش از ۲۵۰۰ سرباز اسرائیلی در جنگی که مجموعاً در حدود ۲۰ روز جان ۱۰ تا ۳۵۰۰۰ نفر را گرفت کشته شدند. یک تحقیق داخلی دولت را از مسئولیت در قبال ناکامی‌های قبل و در طول جنگ تبرئه نمود، اما خشم عمومی، نخست‌وزیر گلدا مایر را مجبور به استعفا کرد. در ژوئیه ۱۹۷۶ هواپیمای مسافربری در حین پرواز از اسرائیل به فرانسه توسط چریک‌های فلسطینی ربوده و در فرودگاه بین‌المللی اتنبه، اوگاندا فرود آمد. کماندوهای اسرائیلی عملیاتی را انجام دادند که در آن ۱۰۲ نفر از ۱۰۶ گروگان اسرائیلی با موفقیت نجات یافتند.

#### روند صلح
انتخابات کنست در سال ۱۹۷۷ نقطه عطفی بزرگ در تاریخ سیاسی اسرائیل بود زیرا حزب لیکود به رهبری مناخیم بگین کنترل را از حزب کارگر گرفت.  در اواخر همان سال، انور السادات، رئیس‌جمهور مصر، سفری به اسرائیل داشت و در برابر کنست سخنرانی کرد که اولین به رسمیت شناختن اسرائیل توسط یک رئیس دولت عرب قلمداد می‌شد.  در دو سال بعد، سادات و بگین قرارداد کمپ دیوید (۱۹۷۸) و پیمان صلح مصر و اسرائیل (۱۹۷۹) را امضا کردند.  در عوض، اسرائیل از شبه جزیره سینا عقب‌نشینی نمود و موافقت کرد که بر سر خودمختاری فلسطینیان در کرانه باختری و نوار غزه وارد مذاکره شود. 
در ۱۱ مارس ۱۹۷۸، یک یورش چریکهای ساف از لبنان منجر به کشتار جاده ساحلی شد. اسرائیل با حمله به جنوب لبنان در راستای نابودی پایگاه‌های ساف در جنوب رودخانه لیتانی پاسخ داد. اکثر جنگجویان ساف عقب‌نشینی کردند، اما اسرائیل توانست جنوب لبنان را تا زمانی که نیروهای سازمان ملل و ارتش لبنان کنترل اوضاع را دست گیرند، حفظ کند. ساف به زودی سیاست حملات خود علیه اسرائیل را از سر گرفت. در چند سال بعد، ساف به جنوب نفوذ کرد و به گلوله‌باران پراکنده در سراسر مرز ادامه داد. اسرائیل حملات تلافی جویانه متعددی را از طریق هوا و زمین انجام داد.

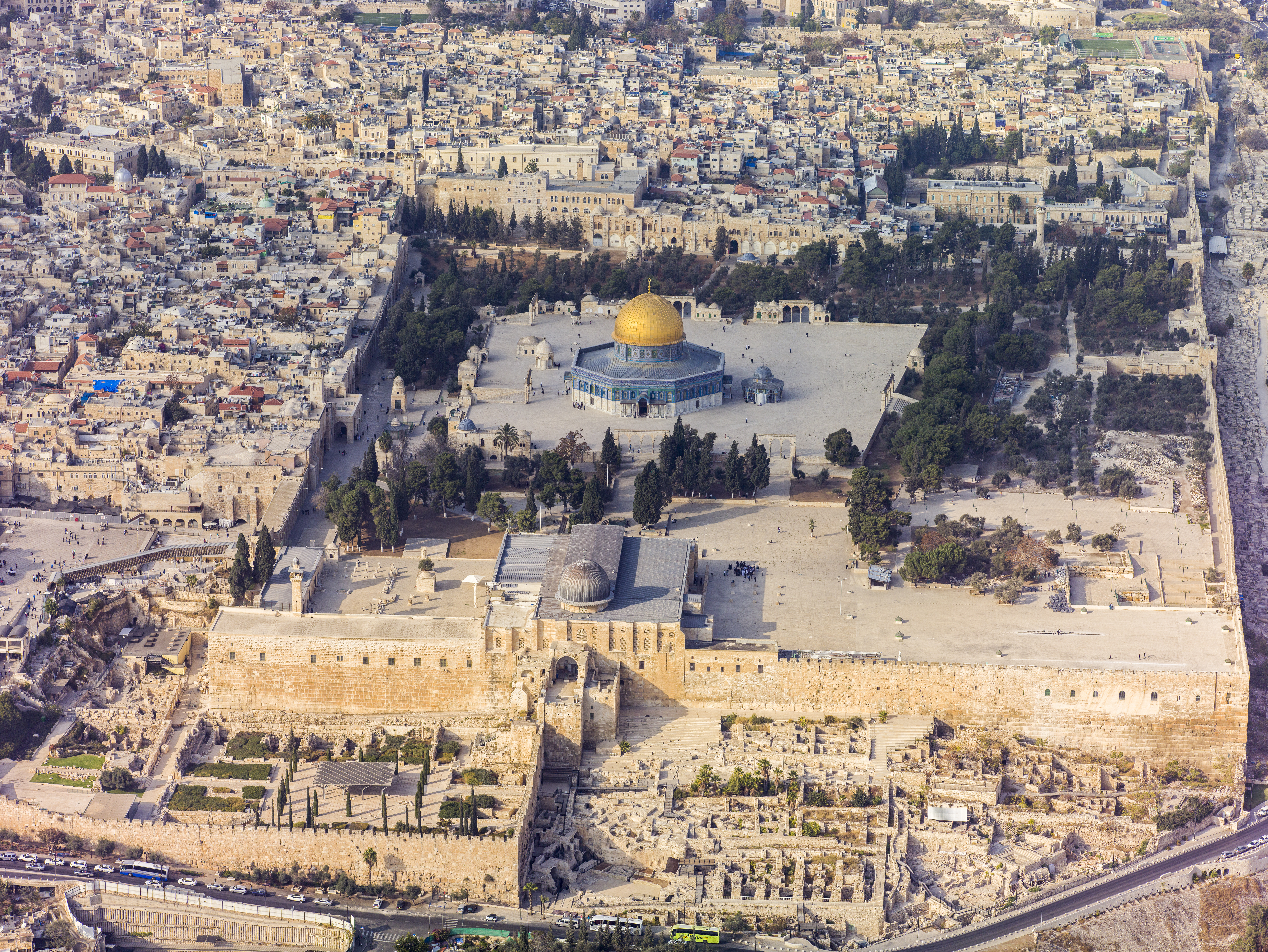
قانون ۱۹۸۰ اسرائیل اعلام کرد که «تمامیت اورشلیم، کامل و متحد، پایتخت اسرائیل است».

در همین حال، دولت بگین انگیزه‌هایی را برای اسراییل فراهم کرد تا در کرانه باختری اشغالی مستقر شوند که اصطکاک با فلسطینیان در آن منطقه را افزایش داد. قانون اساسی: اورشلیم، پایتخت اسرائیل، که در سال ۱۹۸۰ به تصویب رسید، به عقیده برخی، الحاق اورشلیم توسط اسرائیل در سال ۱۹۶۷ را با فرمان دولت، مجدداً تأیید کرد و بحث‌های بین‌المللی بر سر وضعیت این شهر را برانگیخت. هیچ قانونی در قوانین اساسی این کشور قلمرو اسرائیل را تعریف نکرده است و هیچ اقدامی به‌طور خاص اورشلیم شرقی را جزو سرزمین اسرائیل تعریف نکرده. در سال ۱۹۸۱ اسرائیل به‌طور مؤثری بلندی‌های جولان را ضمیمه خاک خود کرد، اگرچه الحاق آن در سطح بین‌المللی به رسمیت شناخته نشد. جامعه بین‌المللی عمدتاً این اقدامات را رد کرد و شورای امنیت سازمان ملل متحد قانون اورشلیم و قانون بلندی‌های جولان را فسخ و باطل اعلام کرد. تنوع جمعیتی اسرائیل در دهه‌های ۱۹۸۰ و ۱۹۹۰ گسترش یافت. چندین موج از یهودیان اتیوپیایی از دهه ۱۹۸۰ به اسرائیل مهاجرت کردند، در حالی که بین سال‌های ۱۹۹۰ تا ۱۹۹۴، مهاجرت از کشورهای پس از شوروی، جمعیت اسرائیل را دوازده درصد افزایش داد.
در ۷ ژوئن ۱۹۸۱، در طول جنگ ایران و عراق، نیروی هوایی اسرائیل تنها رآکتور هسته‌ای در حال ساخت عراق را در خارج از بغداد منهدم کرد تا مانع از برنامه تسلیحات هسته‌ای عراق شود. پس از یک سری حملات ساف در سال ۱۹۸۲، اسرائیل در آن سال به لبنان حمله کرد تا پایگاه‌هایی را که ساف از آنجا حملات موشکی به شمال اسرائیل انجام می‌داد، نابود کند.  در شش روز اول نبرد، اسرائیلی‌ها نیروهای نظامی ساف را در لبنان نابود کردند و قاطعانه سوری‌ها را شکست دادند. تحقیقات دولت اسرائیل - کمیسیون کاهان - بعداً بگین و چندین ژنرال اسرائیلی را به‌طور غیرمستقیم مسئول کشتار صبرا و شتیلا و وزیر دفاع آریل شارون را به عنوان «مسئول شخصی» قتل‌عام معرفی کرد. شارون مجبور به استعفا از سمت وزیر دفاع شد. در سال ۱۹۸۵، اسرائیل با بمباران مقر ساف در تونس به حمله تروریستی فلسطینیان در قبرس پاسخ داد. اسرائیل در سال ۱۹۸۶ از بیشتر مناطق لبنان عقب‌نشینی کرد، اما تا سال ۲۰۰۰ یک منطقه حائل مرزی در جنوب لبنان را حفظ کرد که از آنجا نیروهای اسرائیلی با حزب‌الله درگیر شدند. انتفاضه اول، قیام فلسطینیان علیه حکومت اسرائیل، در سال ۱۹۸۷ با موج تظاهرات ناهماهنگ و خشونت در کرانه باختری اشغالی و غزه رخ داد. طی شش سال بعد، انتفاضه سازماندهی شده‌تری شامل اقدامات اقتصادی و فرهنگی با هدف برهم زدن اشغال اسرائیل شد که در طی این خشونت‌ها بیش از هزار نفر کشته شدند. در طول جنگ خلیج فارس در سال ۱۹۹۱، ساف از صدام حسین و حملات موشکی اسکاد عراق علیه اسرائیل حمایت کرد. علیرغم خشم عمومی، اسرائیل به فراخوان‌های آمریکا برای خودداری از پاسخگویی توجه کرد و در آن جنگ شرکت نکرد.

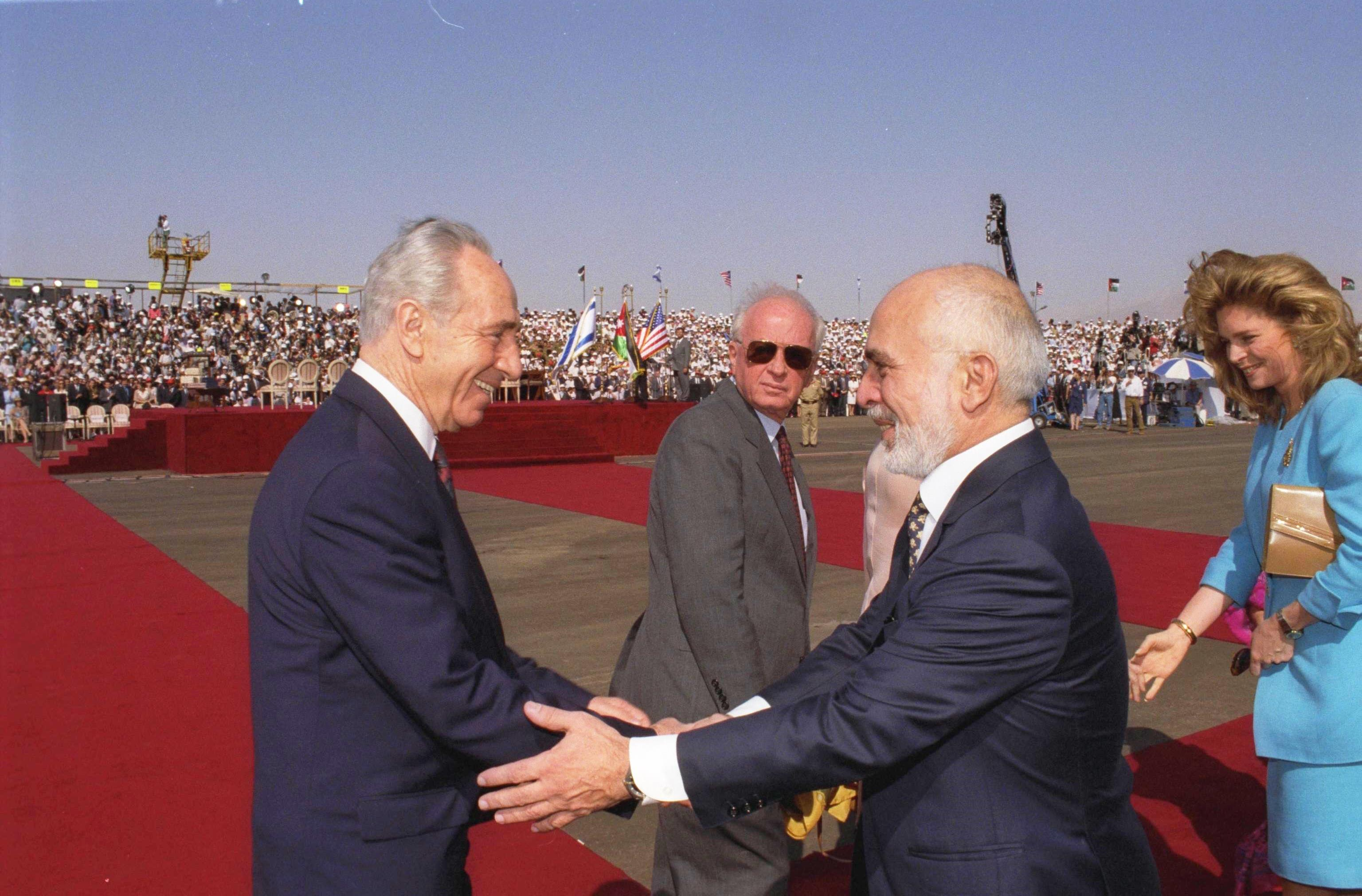
شیمون پرز (چپ) با اسحاق رابین (مرکز) و پادشاه حسین اردن (راست)، قبل از امضای پیمان صلح اسرائیل و اردن در سال ۱۹۹۴

در سال ۱۹۹۲، اسحاق رابین پس از انتخاباتی که در آن حزب او خواستار سازش با همسایگان اسرائیل شد، نخست‌وزیر گردید.  سال بعد، شیمون پرز به نمایندگی از اسرائیل و محمود عباس برای ساف، توافقنامه اسلو را امضا کردند که به تشکیلات خودگردان ملی فلسطین حق حکومت بر بخش‌هایی از کرانه باختری و نوار غزه را داد. سازمان آزادی‌بخش فلسطین همچنین حق موجودیت اسرائیل را به رسمیت شناخت و متعهد شد که به تروریسم پایان دهد. در ۱۹۹۴ معاهده صلح اسرائیل و اردن امضا شد و اردن را به دومین کشور عربی تبدیل کرد که روابط خود با اسرائیل را عادی می‌کند. حمایت عمومی اعراب از توافق با اسرائیل در نتیجه ادامه شهرک‌سازی‌ها و برقراری پست‌های بازرسی و همین‌طور وخامت شرایط اقتصادی آسیب دید. حمایت عمومی اسرائیل از توافقنامه کاهش یافت زیرا اسرائیل توسط حملات انتحاری فلسطینی‌ها ضربه ldخورد. در نوامبر ۱۹۹۵، اسحاق رابین هنگام خروج از راهپیمایی صلح توسط ییگال امیر، یهودی راست افراطی که مخالف توافقنامه بود، ترور شد.
در دوران نخست‌وزیری بنیامین نتانیاهو در پایان دهه ۱۹۹۰، اسرائیل موافقت کرد که از الخلیل  خارج شود، اگرچه این تصمیم هرگز تصویب یا اجرا نشد و در عوض تفاهم نامه رودخانه وای را امضا کرد که  کنترل بیشتری به تشکیلات خودگردان فلسطینی داد. ایهود باراک که در سال ۱۹۹۹ به نخست‌وزیری انتخاب شد، هزاره جدید را با خروج نیروها از جنوب لبنان و انجام مذاکرات با یاسر عرفات، رئیس تشکیلات خودگردان فلسطین و بیل کلینتون، رئیس‌جمهور ایالات متحده در اجلاس کمپ دیوید در سال ۲۰۰۰ آغاز کرد. باراک در این اجلاس طرحی برای تشکیل کشور فلسطینی ارائه کرد. دولت پیشنهادی شامل کل نوار غزه و بیش از ۹۰ درصد کرانه باختری با بیت‌المقدس به عنوان پایتخت مشترک بود. هر یک از طرفین طرف مقابل را مسئول شکست مذاکرات دانستند.

#### قرن ۲۱ام

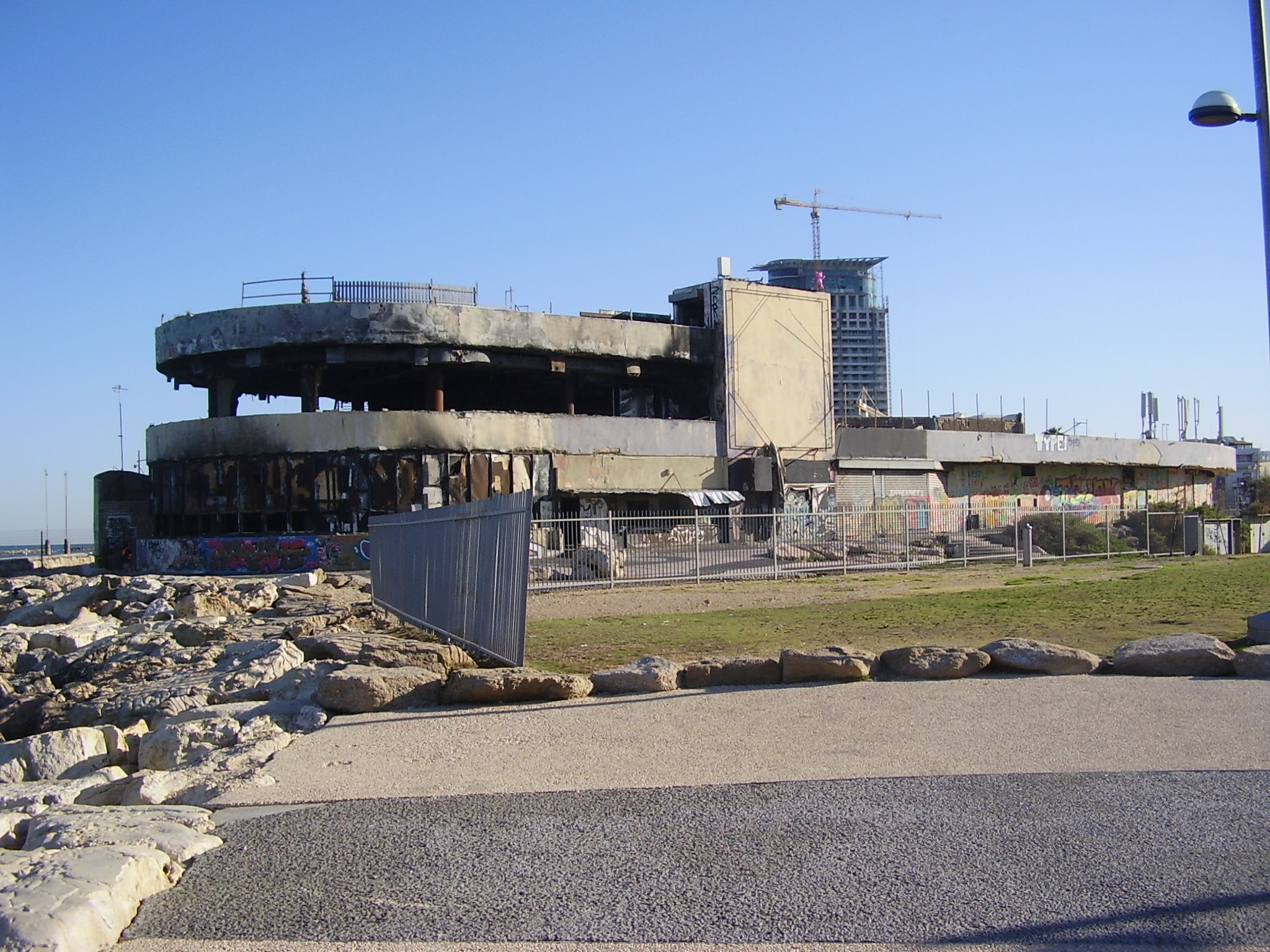
محل قتل‌عام دیسکوتک دلفیناریوم تل آویو در سال ۲۰۰۱ که در آن ۲۱ اسرائیلی کشته شدند.

در اواخر سال ۲۰۰۰، پس از دیدار جنجالی آریل شارون، رهبر لیکود از کوه معبد، انتفاضه دوم آغاز شد که تا چهار سال و نیم آینده ادامه داشت. بمب‌گذاری‌های انتحاری یکی از ویژگی‌های مکرر انتفاضه بود که باعث شد زندگی غیرنظامی اسرائیل به میدان جنگ تبدیل شود. برخی از مفسران معتقدند که انتفاضه از قبل توسط عرفات طراحی شده بود و دلیل آن شکست مذاکرات صلح بود. شارون در انتخابات ویژه سال ۲۰۰۱ نخست‌وزیر شد. وی در دوران تصدی خود، طرح خود برای عقب‌نشینی یکجانبه از نوار غزه را اجرایی کرد و همچنین ساخت دیوار حائل کرانه باختری اسرائیل را رهبری نیز کرد و به انتفاضه پایان داد. بین سال‌های ۲۰۰۰ تا ۲۰۰۸، ۱۰۶۳ اسرائیلی، ۵۵۱۷ فلسطینی و ۶۴ شهروند خارجی کشته شده‌اند.
در سال ۲۰۰۶، حملات توپخانه‌ای حزب‌الله به جوامع مرزی شمال اسرائیل و ربوده شدن دو سرباز اسرائیلی از مرزها، جنگ دوم لبنان را به مدت یک ماه کلید زد. در سال ۲۰۰۷، نیروی هوایی اسرائیل یک راکتور هسته‌ای در سوریه را منهدم کردند. در سال ۲۰۰۸، اسرائیل وارد نبرد دیگری شد، چراکه آتش‌بس بین حماس و اسرائیل شکست خورده‌بود. جنگ غزه ۲۰۰۸–۲۰۰۹ سه هفته زمان برد و پس از اعلام آتش‌بس یک‌سویه از سمت اسرائیل پایان یافت. حماس آتش‌بس را با شرایط ویژه خود آن هم در جهت اجرای عقب‌نشینی کامل و باز کردن گذرگاه‌های مرزی اعلام کرد. با وجود اینکه نه موشک‌پرانی طرف فلسطینی و نه حملات تلافی جویانه اسرائیل به‌طور کامل متوقف نشدند، اما آتش‌بس شکننده همچنان برقرار گشت. در جریان آنچه که دولت اسرائیل تحت عنوان واکنش به بیش از صد حمله راکتی فلسطینیان بر فراز شهرهای جنوبی این کشور معرفی نمود، اسرائیل عملیاتی را در نوار غزه در سال ۲۰۱۲ آغاز کرد که هشت روز به طول انجامید. اسرائیل پس از تشدید حملات موشکی حماس در تاریخ ژوئیه ۲۰۱۴، عملیات دیگری را علیه غزه کلید زد. در ماه مه ۲۰۲۱، دور تازه‌ای از نبر در غزه و اسرائیل روی داد که یازده روز زمان برد.
در دهه ۲۰۱۰، همکاری‌های منطقه‌ای فزاینده بین اسرائیل و کشورهای اتحادیه عرب ایجاد شد که با امضای توافقنامه ابراهیم به اوج خود رسید. وضعیت امنیتی اسرائیل از درگیری سنتی اعراب و اسرائیل به درگیری نیابتی ایران و اسرائیل و رویارویی مستقیم با ایران در طول جنگ داخلی سوریه تغییر کرد.